# UFOロボ グレンダイザー
『UFOロボ グレンダイザー』（ユーフォーロボ グレンダイザー）は、永井豪作・原作の漫画、および1975年（昭和50年）10月5日から1977年（昭和52年）2月27日までフジテレビ系列で毎週日曜日19:00 - 19:30に全74話が放送された、東映動画製作のロボットアニメ。

## 概要
『マジンガーZ』（前々作）や『グレートマジンガー』（前作）と世界観を共有した、マジンガーシリーズの第3作。
本作はマジンガーシリーズあるいは永井豪作品としては異色とされがちだが、これは本作の制作背景に起因している部分もある。前作の終局が見えて新番組を模索し始めた制作サイドは、まず前作同様にマジンガーシリーズの世界観を直接受け継ぐ『ゴッド・マジンガー』（仮題）という企画を立案し、制作を準備していたが、前作の玩具展開が不調だったことから頓挫してしまう。そこで、当時の日本に巻き起こっていた「空飛ぶ円盤 (UFO) ブーム」に乗ろうという思惑が生まれ、1975年7月26日に東映まんがまつりの1作として公開された永井豪原作、東映動画制作のアニメ映画『宇宙円盤大戦争』をパイロットフィルムのように用いたうえでマジンガーシリーズに合わせた変更を施し（後述「兜甲児の登場について」）、テレビシリーズである本作として作り上げた。それゆえ、本作には『宇宙円盤大戦争』のリメイク的な側面もある。
このような理由により生まれた本作の「UFOロボ」のネーミングと各種の設定には、UFOブームの影響が顕著に表れている。さらにUFO絡みで、東映巨大ロボットアニメとして初めて本格的に「宇宙人」を敵役に据えたSFアニメ作品である。悪役のレベルが、それまでの作品で描かれていた「犯罪組織」や「マッドサイエンティスト」、「復活した古代文明」などによる「世界征服」から、異星人による「地球侵略」へスケールアップすることになり、続く1976年の『大空魔竜ガイキング』や『超電磁ロボ コン・バトラーV』で、「宇宙からの侵略者」はロボットアニメの悪役として定着した。悪役のみならず、主人公にも異星人を据えた点も大きな特色である。
主人公といえば熱血漢タイプの日本人が定番だった当時、カタカナ名前の「異邦人」がメインというのは斬新だったうえ、「亡国の王子」として従来になかった大人びているも悲しい過去を持ち影があるという、複雑かつ新しい主人公像を描き出した。他にも王族・貴族といったブルーブラッドの概念や、主人公デュークの中世の騎士を思わせる出で立ちなど、ロマンティックな新風を吹き込み、後のロボットアニメの人物描写やドラマの幅を大きく広げる先駆けとなり、ロボットアニメの大きなターニングポイントを残したと言える。また、前々作と異なり、主人公側に主導的な役割を果たす女性キャラクターが複数設定されていることは、この種の作品としては珍しい。テレビ本放送中に制作・上映された劇場版では前作や『ゲッターロボG』と競演し、子供たちの人気を博した。
全74話という長期放映でありながら、平均視聴率は20.9%を記録（最高視聴率は第21話「決戦！オーロラの輝き」の27.6％。）。大河ドラマ的な設定とそれを生かした連続ストーリーは、東映動画と松本零士がタッグを組んだ次作『惑星ロボ ダンガードA』に引き継がれることとなった。
なお本作は日本以外でも放送され、ヨーロッパの一部や中東などで絶大な人気を博している（後述「日本以外での放送・特徴的な出来事」）。
2024年からは、リブートとなるテレビアニメ『グレンダイザーU』が放送されている。

## ストーリー
ベガ星雲の惑星・フリード星は平和に他の星と共存していたが、ある日、突然に宇宙征服を目論む支配者ベガ大王が率いるベガ星連合軍による侵略を受けて滅亡する。王子デュークフリードはフリード星の科学の結晶であり、円盤スペイザーと合体する“UFOロボ グレンダイザー”でからくも脱出し、ベガ星連合軍の追っ手から逃れつつ宇宙を彷徨ったあげく地球にたどり着いた。八ヶ岳に不時着したデュークは、宇宙科学研究所の宇門源蔵所長に救われて彼の養子となり、“宇門大介”を名乗って地球人として暮らすようになる。
それから2年後。かつてマジンガーZで地下勢力と戦った兜甲児が、自作の小型円盤TFOで研究所を訪れた。宇門所長と牧葉団兵衛が共同経営するシラカバ牧場にて大介とも対面するが、反りが合わない2人。その晩、赤い月を見て大介はベガ星連合軍が地球侵略を目論んでいると悟ったが、地球人としての平穏な生活を続けることを望み、ベガ星連合軍との戦いを拒否する彼はひとり苦悩する。しかし翌日、飛来したベガ軍の円盤にTFOが攻撃されるのを目の当たりにした大介は、甲児の危機を見捨てられず真の名を叫んだ。「デュークフリード!!」
再び元の姿に戻ったデュークフリードは、第二の故郷である地球を守るため、グレンダイザーで戦うことを決意する。このことを知ったベガ星連合軍は、月面基地・スカルムーンから円盤獣を差し向ける。デュークの秘密と生い立ちを知った甲児も、ともに地球のために戦うことを誓い、時に反発し時に信頼し合いながら次々と襲い来る円盤獣を退けてゆく。ベガ軍の兵士の中にはそれぞれの事情を抱えた者、さらにデュークの知己までいた。やがてベガ大王の本隊が地球圏に移動し、強力なベガ獣がグレンダイザーを襲う。しかし友情を結んだ甲児に加え、デュークを慕う牧葉ひかる、再会した妹のマリアがダイザーチームとして共に戦っていく。

## 登場人物

### ダイザーチーム
デュークフリード / 宇門 大介（）
声 - 富山敬（サブタイトルコール、初期の次回予告も兼任） / 堀内賢雄→山寺宏一（スーパーロボット大戦シリーズ） / 星野佑典（単独ゲーム版）
本作の主人公。ベガ星雲・フリード星の出身。推定年齢は20歳。身長178cm、体重68kg。血液型は不詳。
宇宙科学研究所の宇門博士に救われ養子となった後、博士が牧葉団兵衛とともに経営するシラカバ牧場で働いていた。地球にベガ星の魔手が迫るのを知っても、フリード星でのつらい過去からか当初は戦うことに否定的だったが、ベガ星のミニフォーに襲われる兜甲児のTFOを救うため、研究所のダム部分に封印していたグレンダイザーに再び搭乗。甲児と交流を重ねる中で、第二の故郷・地球を守るため、グレンダイザーで戦うことを決意する。
異星の王子のため、優しく穏やかな人柄をしのばせる、育ちのよさと大人の落ち着きが強調されたキャラクターだった。ただし初期においては、戦わねばならないことへの悩みや異郷での孤独感のため、多少棘のある面も見せている。
普段の服装はカウボーイスタイル（前期と後期で異なる）だが、出撃の際は「デュークフリード!!」のコールと共にフリード星の戦闘スタイルに変身してスペイザーに乗り込む。戦闘スタイルは赤のボディスーツに黒の防具を纏った姿をしており、西洋式の兜を思わせるデザインの（ゴーグルが組み込まれた、クリーム色のシールド付きの）ヘルメットをかぶる。この戦闘スタイルをとることで、身体能力が強化されているのかどうかは、どちらともとれる描写が多く（第4、10、23話など）ハッキリしない。またどのような技術や原理で変身しているかの説明は一切なく、同じフリード星人である妹マリアが変身しない理由も語られていない。
「デューク・テレパシー」という、敵メカに捕らわれている人質の居場所を感知する特殊能力を持っている（第10話）ほか、第20話ではポーカーの勝負で、カードを思い通りにそろえるために超能力を使ったと思しき描写がある。わずかながらだが予知能力もあるらしい（第36話など）。
デュークの正体は当初、宇門博士他、数名にしか明かされていなかった（甲児には第2話で説明）が、中盤からは研究所の全職員およびシラカバ牧場の関係者に広く知られることとなり、皆がデュークとマリアの異星人兄妹のために尽力するようになる。故郷を追われた亡国の王子という背景から、かつてのペットと戦う（第33話）、親友と戦う(第71話)、幼なじみを失う（第25話、第72話）など悲劇的なエピソードも多い。過去にベガ星連合軍のミニフォーによる攻撃から受けた古傷があり、ベガトロン放射能に反応して日々病状が進行することから生命の危険に見舞われるが、第71話で旧友のモルスによって治療された。
マリアの義祖父によれば、ベガ星連合軍の侵略の際に、二人の両親であるフリード王も妃も亡くなったという（第49話）。
兜 甲児（）
声 - 石丸博也 / 岩中睦樹（単独ゲーム版）
前々作の主人公、本作の准主人公。身長170cm、体重62kg。血液型はAB型（第27話）。
元・マジンガーZのパイロット。Dr.ヘルの地下帝国との戦いの後、アメリカのワトソン研究所に留学。ミケーネ帝国との決戦では緊急帰国して再びマジンガーZで参戦し、勝利に大きく貢献した。その後、留学中にUFOを目撃したことで宇宙に興味を持つようになっていたことから、アメリカ航空宇宙局(NASA)のUFOセンターで円盤の研究に打ち込んでいた（第1話）。その成果として自ら開発した小型円盤TFOに乗って日本に帰国し、宇宙科学研究所に合流する。社交的な性格は相変わらずで宇門所長や所員たち、それにシラカバ牧場の面々とはすぐに打ち解けたが、所長の息子である大介の態度や研究所を手伝わない様子に反発と不信感を抱いていた。当初は異星との貿易を志していたが、侵略者・ベガ星連合軍の存在と大介の正体が異星人デュークフリードである事情を知り、共に戦うことを誓って、その良き理解者となっていった。
中盤まではTFO、JFOを操って戦っていたが、それらが撃破された後はダブルスペイザーやドリルスペイザーなどでグレンダイザーをサポートする。マリア登場後はドリルスペイザーを譲り、ダブルスペイザーの専属となる。
製作者側の配慮により、本作ではロボットに搭乗することは滅多にない。また作中を通じ、先走っては敵に何度も捕獲される、洗脳によって研究所の位置を伝えかけたり宇門所長を襲ったりする（第18話）などといった、トラブルメーカーや三枚目的な役回りが目立った。とはいえダブルスぺイザー搭乗以前の物語前半においても、デュークの窮地を救ったことは少なからずある（第2、8、11、13、22、32話など）。また、デュークが落ち着きと分別のあるキャラクターであったのと対照的に、甲児は前作までと同様に血気盛んなキャラクターとしてのポジションを担っていた。
デュークより年下のため、彼からは「甲児君」と呼ばれている。一方、それに対して当初はデュークを「大介さん」と呼んでいたが、ストーリー後半では「デューク」と呼ぶことが多くなる（とりわけ戦闘中はほぼデュークと呼ぶようになるが、これはひかるも同様）。また、ひかるを異性として意識するような描写もあった（第47話）がすぐに解消され、後半ではマリアと親しくなる。
次回予告編ナレーションも石丸が兜甲児として担当しており、物語を第三者的な立場から語っている。
永井豪による漫画版では地球に漂着したデュークが初めて出会った地球人であり、宇門博士と引き会わせたのも甲児であった。一度だけグレンダイザーを操縦してデュークの元に駆け付けているが、フリード王族ではない甲児が操縦できた理由は特に説明されていない（そもそも永井豪の漫画版ではグレンダイザーの自動防衛機能そのものの説明がないため、TVアニメ版と設定が異なるとも考えられる）。

兜甲児の登場について
兜甲児の登場は、「兜甲児は人気があるので、レギュラーで登場させてほしい」とのテレビ局側（フジテレビの別所孝治）からの要望であり、そのためにスタッフが混乱した（「前二作とは全く別個の作品のつもりだったので相当もめたが、最終的には了承せざるを得ず、今度は逆に脚本家たちを説得して回る側になって困った」）との勝田稔男のコメントがある。
勝田稔男らが後年の壇上で明かしたところによれば、甲児を登場させたことについては彼のファンが怒り、剃刀の刃を送ってきたという。
後に『マジンガーZ』『グレートマジンガー』の企画プロデューサーであった横山賢二は、本作に兜甲児が引き続き出ると聞かされた時の気持ちを尋ねられ、“それは、イヤでしたよ。なんか、自分で育てたっていうとおかしいですけど、それを取っていかれちゃったというかね。「そんなことあり?」って感じでしたね。”と語っている。
牧葉 ひかる（）
声 - 川島千代子 / 陶山恵実里（単独ゲーム版）
本作のヒロイン。牧葉団兵衛の娘。設定年齢は17歳で、八ヶ岳学園に通学する高校生。父の牧場で働く大介に想いを寄せている。後に大介が宇宙人デュークフリードと知ったときはショックを受けたものの、その想いは変わらなかった（第23話）。第26話で重傷を負うがデュークの輸血で全快し、占拠された宇宙科学研究所の解放に奮闘。第38話ではピンチの大介を助けたい一心で、負傷した甲児に代わりダブルスペイザーを操縦し、円盤獣ガンガンを撃破している。後に正式にダイザーチームに加入して、マリンスペイザーのメインパイロットとなった。しかし（少なくとも作中で語られる限りは）大介への想いが実ることはなかった。
番組開始時は帽子とキュロットを着用。第37話でキャラクターデザインが変更され、顔立ちの印象が変わったほか私服もミニスカートになった。
馬に乗り慣れているほか、高校では体操部に所属し県大会で優勝する（第39話）など、運動のセンスは抜群。
同シリーズのヒロインにおいて最も人気が低く、特に女性ファンからの評価は芳しくなかった。また、担当声優の川島も「ひかるはメカに乗らない方が憎まれなかった」と語っている。
グレース・マリア・フリード（マリア・グレース・フリード）
声 - 吉田理保子 / 吉田美保（スーパーロボット大戦シリーズ）
第49話から登場した本作のもう1人のヒロイン。フリード星の王女でデュークの妹。年齢は14歳（第50話）。
お転婆かつ活発な性格の持ち主で、バイクや乗馬で甲児と互角に張り合い、ドッキング訓練も初回で成功させるなど優れたセンスを見せる。しかし、当初は自信過剰な面が目立ち、ひかると先陣争いをするなどしていたが、すぐに打ち解けた。（以上、第50話）
7歳のころフリード星脱出時にデュークとはぐれ、従者と2人きりで地球に逃れた。幼かったためフリード星での記憶があまりなく、従者を「おじいちゃん」と呼び祖父と孫のように暮らしていた。戦闘に巻き込まれて瀕死の重傷を負った従者から真実を聞かされ、グレンダイザーを敵に奪われたと誤解してパイロット（デューク）を狙うが、危ういところで甲児に制止される。（以上、第49話）
デュークが生き別れた兄とわかって以後は、ダイザーチーム入りしてドリルスペイザーを任される。予知能力を持ち、その力で甲児の危機を救ったりもしたが、普通の少女でありたいとの思いから、特殊能力を持つ身を嘆く描写もあった（第50話）。占いも得意で、本人の弁によると外れたことは無いという（第64話）。
甲児と親しくなり、やがて恋愛感情に近い想いを寄せるようになる。
担当声優の吉田は「前にやっていたメグちゃんに似ているので、マリアをはじめて見た時は驚いた」という旨を述べている。
なお石川賢による漫画版の『グレンダイザー対グレート・マジンガー』ではデューク=フリードには弟と妹がいたことになっており、ベガ星連合軍のフリード星侵略の折にバレンドスの手によって、二人とも惨殺されている。

### 宇宙科学研究所
宇宙科学研究所とシラカバ牧場は八ヶ岳周辺に位置すると思われるが、栃木県那須地方とする資料もあるほか、なかには富士山付近とするものもあり、設定の統一がとれていない。
宇門 源蔵（）
声 - 八奈見乗児 / 松本忍（単独ゲーム版）
宇宙科学研究所の所長。落ち着いたナイスミドル。フリード星から逃れてきたデュークを助け、養子として大介の名を与える。ベガ星連合軍と戦うデュークを、父としてまた所長としてサポートした。宇宙の謎を探求することが夢であり、そのための研究所を戦闘基地とすることに苦悩する場面もあった（第42話）。
林 アキラ（）
声 - 山田俊司 / 中村太亮（単独ゲーム版）
所員。観測室勤務。白川カオリ（声 - 吉田理保子）という婚約者がおり、両名とも孤児出身（第16話）。甲児と共に「シラカバ号」で宇宙へ上って、テスト用の小型宇宙ステーションの組み立て任務にあたったこともある（第26話）。隕石の専門家でもある（第59話）。
山田（）
声 - 山田俊司（第3、7、26話 他） / 唐戸俊太郎（単独ゲーム版）
所員。眼鏡装用で細身。観測室勤務。第3話では勤務中に番太に無理やりビールを飲まされ失態を演じ、宇門博士に咎められている。フルネーム不詳。
佐伯（）
声 - 緒方賢一（第3、13話） 他
所員。観測室勤務。フルネーム不詳。
大井（）
声 - 井上和彦（第3話）、緒方賢一（第17、27、31話） 他 / 奥田寛章（単独ゲーム版）
所員。観測室勤務。フルネーム不詳。

### シラカバ牧場
シラカバ牧場は宇宙科学研究所の造るダム湖（白樺湖）のすぐ裏手に広がっており、湖にそそぐ川と県道との間に位置する（宇門邸はそのシラカバ牧場と県道に挟まれる形で隣接している）。
牧葉 団兵衛（）
声 - 富田耕生 / ふくまつ進紗（単独ゲーム版）
シラカバ牧場の牧場主（宇門博士との共同経営）。美しい娘とは似ても似つかない中年男。UFOマニアで初期は「宇宙人と仲良くなる会（第1、26話より）」、後に「UFOから地球を守る会（第28、31話より）」の会長を自称。普段はやる気のみが空回りしているが、獣医の免許を持っていて（第8話）、牧葉流忍法（第39話）や合気道（第68話）で活躍したこともある。本人によれば若い頃、テキサス州でカウボーイをやっており「抜き撃ちの団」（第１話）や「テキサスの団」（第27話）との異名を持っていたという。本名は「だんべえ」だが、形式ばった時（第28、39話など）や円盤獣に立ち向かう時には「だんのひょうえ」と古風な名乗りをあげることもある（第31、33話など）。娘のひかるが大介に惹かれていることを苦々しく思っており、ひかるが大介に近づくのを何かと邪魔したり、大介に対して意地悪な態度を取ることがある一方で、時折ひかるにちょっかいを出す甲児に対しては何故か好意的に接するという一面も見られた。しかし、第38話で大介がデュークフリードであることを知ってからは、大介に対する態度を改め、ひかるがダイザーチームに参加することにも快く同意する。キャラクターデザインの元ネタは『あばしり一家』の悪馬尻駄エ門。アニメでは同じ勝田稔男プロデューサー企画の『キューティーハニー』における“早見団兵衛”（声は同じく富田耕生）に続いての登場となる。
牧葉 吾郎（）
声 - 沢田和子 / 村瀬迪与（単独ゲーム版）
ひかるの弟で団兵衛の息子。永井豪による漫画版ではカタカナで「ゴロウ」表記である。八ヶ岳小学校に通う7歳の小学生。牧場を手伝うなどしっかりした少年。団兵衛のことは「父上」と呼び、常に敬語で話す。基本的に明るく快活な性格だが、年相応に亡き母を恋しく想うこともある（第32話）。第29話では友情を装った敵の罠にかけられてしまった。大介を兄のように慕っている（第22話など）が、その正体が宇宙人デュークフリードであり、グレンダイザーを操縦してベガ星連合軍と戦っていることは、第36話でひかるとともにダブルスぺイザーに収容された際に知ることとなる。

### 周辺人物
荒野 番太（）
声 - 緒方賢一 / 菊地達弘（単独ゲーム版）
シラカバ牧場の隣りにある荒野牧場の息子。ひかると同じく八ヶ岳学園に通う高校生。荒野牧場は道路が未整備なため、巡回バスは通っていない（第4話）。メキシコのソンブレロ風の帽子に、赤と黄色と緑と紫という四色のシャツを着用したいでたちから、甲児からは「四色旗」と揶揄される。コメディリリーフの役回りを担った浪花節気質の好漢。空手三段（第22話）で、甲児と喧嘩で引き分けるほど腕っぷしは強い（第3話）。
後にドリルスぺイザーのパイロットとしてダイザーチームに加わる案も出ていたが没となり（「ドリルスペイザー」の項にて詳述）、第31話を最後に登場しなくなる。
当初の名前は荒野 源太だった。
荒野 ハラ（）
声 - 津田延代
番太の母親。「ダンプ母ちゃん」と称される（第6話）肝っ玉母さん。
ボス
声 - 大竹宏
甲児の自他共に認める長年の親友。『グレートマジンガー』時代と変わらず、科学要塞研究所近くの廃工場（造船所）を、今も根城にしていた。本人からの手紙によると、現在はロボット学者を目指して研究に励んでいるという（第13話）。子分のヌケ（声 - 富田耕生〈第14話〉 / 山田俊司〈第31話〉）、ムチャ（声 - 緒方賢一）と共に正月にボスボロットでシラカバ牧場を訪問した（第14話）。後にボススペイザーを擁して再登場、TFOを失った甲児にボロットを貸し与えた（第31話）。そうした二人の交流を目にしたデュークからも「甲児君は羨ましいな、あんな良い友達を持って」と賞賛された（第14話）。
詳しい情報は『マジンガーZ』および『グレートマジンガー』の項を参照。

### ベガ星連合軍
かつてはフリード星とも友好を結び、共に宇宙の平和を守っていたが恐星大王ベガの登場により宇宙を次々と侵略する恐怖の中心となる。後にベガ星のエネルギーを支えるベガトロン鉱山で爆発事故が起き、放射能汚染により本星が居住不能になったため、宇宙征服に先立って地球への移住を急ぐこととなる。
恐星大王ベガ
声 - 八奈見乗児 / 増田竜馬（単独ゲーム版）
全宇宙の支配をもくろむベガ星連合軍の総帥にしてベガ星を治める絶対君主。本星からの通信で前線基地スカルムーンに命令していたが、第52話でベガ星が崩壊したためスカルムーンに移動、ここを本拠地にして活動するようになる。娘のルビーナを溺愛しており、彼女の死には深く落胆した。デュークのことは邪魔者と見做していたが、ルビーナの死後は激しい憎悪をぶつけるようになる。最終決戦では背水の陣を敷くべくスカルムーンを自爆させ、母艦キング・オブ・ベガ号とミディフォーの部隊で地球へ攻め込むが、コズモスペシャルおよびグレンダイザーとの激戦の末にキング・オブ・ベガ号を沈められ、全てのベガ星連合軍と共に滅び去った。
ガンダル司令
声 - 富田耕生 / 平林剛（単独ゲーム版）
地球攻撃軍司令官。第2話から登場。ブラッキ―に地球攻撃の作戦を指令する。ブラッキーの死後は攻撃隊長も兼務。顔が開き扉のように手前に左右に開いて（桜多吾作の執筆による漫画版や石川賢による漫画『グレンダイザー対ダブル=マジンガー』『グレンダイザー対グレート・マジンガー』では、没になった設定画のように引き戸が左右にズレるように割れて）、中から別人格の小人のレディガンダルが出てくる（第18話では右半分だけを開いて姿を現す珍しいパターンも見せた）。両目から怪光線を発射した攻撃ができる（第2話）。外見、性格とも典型的な悪役だが、ズリルジュニアに父の秘めた想いを伝えるといった意外な一面もある（第69話）。
第27話で炎に包まれたマザーバーンから脱出する際に重傷を負い、手術を受けた第28話以降はスライド式にガンダルの顔とレディガンダルの顔が入れ替わるようになった。
最終回では反逆した半身・レディガンダルを、自らの死も覚悟の上で粛清。瀕死になりながらも最後までベガ大王への忠節を尽くし、グレンダイザーにマザーシップでの特攻をかけるが及ばず戦死した（第74話）。
レディガンダル
声 - 沢田和子 / 小島幸子（単独ゲーム版）
ガンダルの別人格。当初はガンダルの顔が左右に割れて、杖を持った小人サイズの女が顔を出していたが、ガンダルが大火傷を負い整形手術を受けた第28話以降は、スライドするかのように完全に顔が女のものに入れ変わるようになる（永井豪から執筆を受け継いだ岡崎優による講談社『テレビマガジン』連載の漫画版では、特に説明もなく男女の顔が入れ変わるタイプになった）。
体を共有しているが、本体のガンダルとは反りが合わず、顔を出すことにガンダルが悪態をつくと、これを聞き咎めて「何か言ったか?」「いいや、何も」と遣り取りするシーンがある（第4話）。
最終決戦で自らベガ獣グラグラを駆ってグレンダイザーと対決するが敗退。形勢不利と見て保身のためベガ大王を売り渡そうとするが、ガンダルと肉体の主導権争いを繰り広げた（拮抗状態の際にはマジンガーZのあしゅら男爵のごとく、右が女・左が男の男女半々の顔という姿を見せた）あげく、粛清される（第74話）。
ブラッキー隊長
声 - 富田耕生（第1話） / 緒方賢一（第2話 - 第27話） / 小形満（単独ゲーム版）
第1話 - 第27話に登場。地球攻撃部隊スカルムーン師団の攻撃隊長を務める。作戦は力押しばかりで大した戦果は上げられなかった。基本的にマザーバーンで作戦指揮を執るが、自ら円盤獣を操縦してグレンダイザーと戦うこともある（第20、21話）。第7話では親衛隊のゴーマン大尉に反発し彼を敗戦に追いやった。第27話で宇宙科学研究所を占拠するが、ひかるの陽動に乗せられて失敗。最後は炎上するマザーバーンからガンダルを逃がし、グレンダイザーに特攻を試みるがかなわず爆死した。
科学長官ズリル
声 - 田中崇
第28話から登場。ガンダルと同格の協力者として派遣された。円盤獣の開発にも携わる。左目の眼帯に映写装置とコンピュータが内蔵されており、時折アドバイス（声 - 石丸博也）を与える。右目からは催眠光線を放つ（第57話）。
科学長官の肩書きにふさわしく狡猾な頭脳派。武闘派のガンダルとは馬が合わなかった（逆にレディとは相性が良かった）が、始終反目しているわけではなく、共同戦線を張ることも増えていった（第62話など）。息子を想いながらも素直に愛情を表せない、不器用で優しい父親の一面も持つ（第69話）。
第67話で切り札の海底基地を破壊されたが、グレンダイザーを倒すまではとスカルムーンへの帰還を拒否。意地を見せたものの、第69話ではズリルジュニアの命を賭した働きで窮地から脱出し、不本意かつ涙ながらにスカルムーンへと戻る。その後、第72話でベガ大王からルビーナ王女との婚姻を報酬に、彼女の管理監督を一任されて野心を抱く。そのうえでルビーナの想いを利用した罠をデュークに仕掛けるも、逆にそのルビーナによって窮地に陥り専用母艦とともに撃墜された挙句、最期は甲児に射殺された。
ゴーマン大尉
声 - 野田圭一 / 浜田賢二（単独ゲーム版）
第7話に登場。ベガ大王直属親衛隊の士官で、遅々として進まぬ地球侵略に痺れを切らしたベガ大王によって送り込まれた。名前の通り傲慢な性格だが、それに見合う実力を兼ね備えている。自ら円盤獣ギンギンを操縦、敵機と勘違いし攻撃してきたブラッキー隊の円盤獣フイフイを難なく撃墜し、地球でもデュークを追い詰めた。熱線追尾装置でグレンダイザーの本拠地を探るなど作戦にも長ける。しかしブラッキーを殴打しマザーバーンの指揮権を取り上げるなど、親衛隊の身分を笠に着た言動から反感を抱かれる。そのためブラッキー指揮のミニフォーに背後から不意討ちされ、隙を晒したところをグレンダイザーに倒された。酒好きらしく、出撃前にも大杯で飲んでいた。
コマンダーミネオ
声 - 菊地紘子
第9話に登場。ベガ大王直属親衛隊から派遣された若き女性兵士。故郷のルビー星の安全と引き換えにグレンダイザーを道連れに自爆することをガンダルに強要され、円盤獣ジルジルで出撃する。しかし自爆に失敗してデュークの捕虜になり、シラカバ牧場で牧葉家の温かいもてなしを受けて決心がにぶる。ルビー星を救うために大介（デューク）を襲撃するも失敗、再び円盤獣に乗り込み宇宙放浪をブラッキーに願い出るも粛清され海に墜落。大介の腕の中で息絶えた。なお設定画には「サイボーグミネオ」との書き込みがあるが、劇中でそのような説明や描写はない。
彼女の祖国ルビー星の人々はルビーナ王女が星の統治を放棄したことを契機に、ベガ星連合軍に対して反乱を起こしている（第72話）。
コマンダーイアラ
声 - 森功至
第15話に登場。階級は中尉。平和を愛する科学者で、自らが開発した地震発生装置を戦争に利用することに反対したため牢獄に閉じ込められていたが、レディガンダルから「特別政治犯の親族として、母親を死の星レッドゴースト星の強制労働に送り込む」との脅迫を受け、止む無く地球の地震基地へと赴く。兜甲児を人質に一度はデュークフリードを捕虜とするが、そのやりとりの中で互いに信頼を抱くようになり、その証として大地震を引き起こすカギとなる地震増幅波装置のコンピューターテープをデュークに預ける。しかし装置が完成したにもかかわらず作戦の実行に抵抗したこともあって、もはや用済みと早まったブラッキーによって緊急逮捕され、実は母親は既にレッドゴースト星で亡くなっていると明かされたうえで洗脳機にかけられてしまう。戦うだけのマシンと化して地球に戻ったイアラは、円盤獣ガルガルでグレンダイザーに猛攻を仕掛けるも、機体に致命傷を負ったガルガルの爆発直前に洗脳が解け、「母上!」と叫びつつ虚空にガルガルの矢を放ち爆死する。関東平野を海の底に沈めようという地震作戦は不発に終わり、デュークはイアラに感謝しつつその最期に涙した。
ブッシー将軍
声 - 山田俊司
第15話に登場。コマンダーイアラの命令不服従の態度に業を煮やしたブラッキーから、緊急逮捕の命を受ける。マザーバーンからミニフォーで地球へ向かい、地震発生基地にてイアラを捕縛しスカルムーンに連行した。
諜報員X
声 - 緒方賢一
第16話に登場。新開発の脳波リモコンマシンで林所員の婚約者・白川カオリを操り、宇宙科学研究所を探らせた。作戦が失敗に終わってからは力押しに切り換え、円盤獣フルフルでグレンダイザーと対決。善戦したものの、ダブルハーケンとスペースサンダーを立て続けにくらって爆死する。
ホワイター少尉
声 - 加藤修
第24話に登場。ベガ大王直属親衛隊諜報部の士官。デューク暗殺の勅命を受け、スカルムーンにやって来る。アメリカの科学者Dr.スペースの体を乗っ取って、宇宙科学研究所に近づく。かつてフリード王と王妃をはじめ、多くのフリード星人を殺害した。正体を見破られてからは円盤獣ドグドグでグレンダイザーに挑んだものの、最期は反重力ストームで動きを封じられているところを、背後からスぺイザーのメルトシャワーを浴びて機体が爆発し死亡した。なお、ホワイターが元の姿に戻ってもDr.スペースの体はどこにも現れなかったため、その生死は不明となっている。
ナイーダ・バロン
声 - 杉山佳寿子 / 村瀬迪与（単独ゲーム版）
第25話に登場。デュークの幼なじみで、バロン家の娘。明言こそされていないが、デュークとはきわめて恋人関係に近い間柄だった様子が描かれており、であればこそベガ大王によって頭部にコントロール装置を埋め込まれ、デューク抹殺のために地球へと送り込まれる。
フリード星人の脳が円盤獣に使われていること、弟のシリウスの脳も円盤獣ギルギルに使われていたことを語り、デュークを「故郷を見捨てて一人グレンダイザーを持ち出し逃げた裏切り者」「（円盤獣となってとはいえ）同胞たちのわずかな生きるチャンスすら奪う、弟の仇」などとなじった（これによってデュークは錯乱状態に陥るほどのショックを受けてしまう）。後に装置は除去され正気を取り戻すが、デュークを深く傷つけたことを悔やみ、贖罪のため円盤獣ダリダリ率いるミニフォー部隊に特攻し、もろとも自爆して果てる。
第25話はもともと桜多吾作の漫画で描かれたエピソードが元になっており、これを読んで感銘を受けた勝間田具治が、桜多に了解を取ってアニメ化したエピソードである。なお桜多版でのナイーダのフル・ネームは“ナイーダ・バルザギック”、公爵令嬢と紹介されている。
コマンダーハルク / 出浦 春雄（でうら はるお）
声 - 緒方賢一（コマンダーハルク） / つかせのりこ（出浦春雄）
第29話に登場。デラ星の屈強な誇り高き勇士。かつては鳩を飼って暮らしていたが、いつしか戦いにその鳩を兵器として利用することで戦果を挙げ、「勇士ハルク」と称えられるようになった。デラ星人はズリルが開発中の細胞圧縮装置に耐えられる特殊な細胞を持つことから、すでに15人も死亡しているにもかかわらず自ら志願して細胞圧縮に臨む。装置の効果で地球人の少年に姿を変え、出浦春雄として八ヶ岳小学校に転入。クラスメイトとなった吾郎を利用して研究所を探ろうとするがうまくいかず、「キジバトをサイボーグに改造して探索に利用せよ」というズリルの指示に対し、もともとは鳩を愛していたがゆえに苦悩しつつも止むを得ず従う。その後、細胞圧縮光線の効果が切れてハルクの姿に戻ると、正体を知った吾郎を殺害しようとするが、友情との葛藤の末に果たせず逃がし、あらためて円盤獣デラデラでグレンダイザーに一騎討ちを挑んで敗れ去った。愛する鳩を犠牲にして武勲を挙げてきたことに内心忸怩たる想いを抱いており、吾郎を殺せず、かつグレンダイザーに後れをとった一因は、いずれも鳩を殺したことを責められ動揺したがためであった。
コマンダーマリーネ
声 - 吉田理保子
第32話に登場。デュークの母、フリード王妃に瓜二つの容姿をもつ。物質を粉々にする陽子放射能を発する指輪でデュークを仕留めるべく、蜃気楼でフリード星の街を再現、王妃に扮してデュークに近づく。しかしベガトロン放射能で傷ついたデュークの腕が陽子放射能に反応して作戦は失敗、ズリルに特攻を命じられる。陽子爆弾を搭載した円盤獣ザウザウによりグレンダイザーを破壊寸前まで追い詰めるが、甲児が開発したサイクロン砲に狙撃され果てた。
コマンダーガウス/星 狼之介（ほし おおかみのすけ）
声 - 野田圭一
第34話に登場。草木も生えない岩だらけの星であるウルス星の王子。ベガ大王直々の命令により円盤獣ゴンゴンに搭乗してスカルムーンに赴任した。上司のガンダルにも従わない一匹狼気質で、その生意気さを懲らしめるためガンダルが派遣した円盤獣ゴメゴメを、ゴンゴンで瞬殺してしまうほどの腕の持ち主でもある。また、ウルス星人は満月の夜には狼のように強くなる特徴を持つ種族であり、「満月の出る3日後までにグレンダイザーを倒せば、ウルス星の独立を認める」という約束を大王と交わしていた。初戦にしてグレンダイザーを敗北寸前まで圧倒するが、満月の夜での決着を宣言してこれを見逃す。その後、ガンマン姿で星狼之介を名乗りシラカバ牧場に現れ、甲児を「へなちょこ坊や」と軽くあしらい、大介との一騎討ちに持ち込む。しかし決闘中の事故により川で溺れかけたところを、大介とひかるによって救助・介護される。病室のベッドで、そもそもウルス星はベガ星連合軍の攻撃によって荒廃したのであり、妹のルナ王女もその時に失ったことをふり返り、自分がその元凶であるベガ大王と同じ愚行を犯していることに気付く。最後はグレンダイザーとの満月の夜の一騎討ちで敢えて敗れ、コクピットから出て地球の花園で永久の眠りに着いた。狼とともに暮らし、ともに岩場を走ってきたことでその動きを身に着けており、急ぐときは襲歩で駆ける。
コマンダービートル
声 - 緒方賢一
第35話に登場。地中からグレンダイザーの基地を探るべく、円盤獣ブンブンで疑いのあるポイント周辺の地下を掘り回った。しかしそのために震源が移動する地震が発生してしまい、デュークたちに気づかれて地中をグレンダイザーに追い回される。地中と空中を自在に行き来してグレンダイザーを翻弄したものの、結局は追い詰められて空中に逃げ、宇宙科学研究所の観測タワーにそれと知らず取り付いてしまう。なおもしつこく抵抗した挙句にスぺイザーによってタワーから引き剥がされ、初陣のダブルスぺイザーとグレンダイザーの連携によって撃墜され死亡する。
コマンダージグラ
声 - 山田俊司
第36話に登場。円盤獣ジラジラに搭乗する親衛隊員。鞭の扱いに長けている。弱点を徹底的に攻める戦法を得意とし、たまたまスカルムーンに落下して来た巨大隕石もその方法で破壊してみせた。同様にグレンダイザーの「死の時間」（スペイザーとの合体・分離にそれぞれ6秒・7秒半、完全に無防備になる）という弱点を突いて敗北寸前まで追い詰めるが、新兵器ダブルスペイザーが準備されていたことまでは予測できず、初のコンビネーションクロスを成功させた2機の連携攻撃の前に敗れた。
コマンダーガスカ
声 - 緒方賢一
第43話に登場。ズリル長官直属の部下。戦士かつ科学者として有能と判断され、ガンダル指揮下のコマンダーに選出された。成功したら全地球基地の司令官に推薦すると言われて、小笠原諸島付近の無人島を前線基地にすべく嬉々として地球基地設営隊の指揮官に就任した。当初はダイザーチームの出現に動揺する部下を落ち着かせるなどの統率力を発揮した。しかしグレンダイザーとの交戦中にダブルスぺイザーに基地を破壊され、逃亡する部下のミニフォーを粛清してなお任務の続行を強要するなどしたため、わずかに残った部下にも見放される。自ら信じる「鉄の規律」が仇となって任務に失敗した事実を認められず苦悶しつつも、唯一の挽回策として円盤獣グメグメでグレンダイザー必殺を期するが、操縦ミスにより自滅した。
ベガ星軍将校ギラン
声 - 山田俊司
第44話に登場。コマンダーにあたるのかどうかは不明。数百年前にベガ星人が地球に遺したというベガトロン合金の電送受信装置を使い、密かに宇宙科学研究所の近くまで潜入する。その際に考古学を専攻するひろし青年と遭遇、遺跡と宇宙人に関係があるという自説が証明されたことに喜ぶ彼を射殺してボディジャックする。研究所のエネルギーの秘密を暴こうと、専用ムチで円盤獣ドズドズを操って地下から研究所に侵入させるも、それに気づいたデュークフリードに作戦を阻止された挙句、遺跡に潜伏しているところを突き止められ射殺される。
コマンダーヘドロー
声 - 緒方賢一
第48話に登場。ガンダル司令に円盤獣ダクダクを与えられ、「宇宙科学基地陥没作戦」を命じられる。基地の周りに巨大な断層を造り、その底をヘドロの沼にしてそっくり地下へと落とそうとするが、ダイザーチームに感づかれて交戦となり撃破される。
暗殺者A・B・C
声 - 中谷ゆみ、川島千代子、吉田理保子
第50話に登場。レディガンダルから兜甲児暗殺の命を受けた3人組の女性兵士。3人とも同じ顔をしているが関係は不明。シラカバ牧場に潜入して大介と甲児の寝込みを襲った際に味方の誤射で1人が死に、なおも翌日の競馬大会で爆弾による甲児暗殺を謀るが、マリアの予知によって作戦は失敗。追われて2人とも崖から転落し、円盤獣フビフビに後を託して自爆する。
コマンダーガレラ
声 - 山田俊司
第51話に登場。ベガ大王の策略で地球に接近する暗黒星ベガX3号に対し、出動したグレンダイザーの行動を妨害するという指令を受け、円盤獣ガレガレに搭乗。その実力は高く、ダイザーチームを苦しめる。結果的に敗れて爆死したものの、初期の任務自体は成功させており、グレンダイザーは核爆発誘導ミサイルを抱えて暗黒星に接近することを余儀なくされている。
ダントス防衛長官
声 - 緒方賢一
第51話 - 第53話に登場。防衛長官にしてベガ大王の側近。ベガ星滅亡の際、一般市民を見捨ててベガ大王共々巨大母艦キング・オブ・ベガ号で脱出、スカルムーンへ来訪した。円盤獣より強力なベガ獣を開発、その第1号であるキングゴリを操りグレンダイザーを苦しめるが、地位が脅かされることを危惧したガンダルとズリルに謀殺された。右肩には鳥の頭のようなものが付いており、視線が動いてることから体の一部であるようであるが、詳細は不明。
少年コマンド隊アインス
声 - 神谷明
第59話に登場。ベガ星親衛隊員の子息で構成された少年コマンド隊のリーダー格。他のメンバーの名前はツヴァイ（声 - 緒方賢一）、トロワ（声 - 井上和彦）、ビーチャ（声 - 山田俊司）、スインコ（声 - つかせのりこ）。ベガ星の歪んだ軍事教育により、デュークのことを地球人を洗脳・支配している悪者と思い込まされる。ダギル隊長の指揮の下国防軍基地を占拠しデュークを誘い出す作戦を展開し、最初はデュークの懸命の説得にも耳を貸さなかったが、その真摯な態度に次第にダギルの教えに対する疑念が芽生え始める。その後流れ弾でビーチャが命を落とし、残る4人はベガ獣ダキダキに乗り込み、「ビーチャの仇を取れ」と煽るダギルの指示でその頭部ユニットを操縦して体当たりをかけるが、それをかわすグレンダイザーとの戦闘の中でダキダキ本体の誤射により撃墜され、あえない最期を遂げる。少年たちを平気で捨て駒にしたダギルに対するデュークの怒りは凄まじく、「ケダモノ以下」と罵倒しつつ猛攻を浴びせたほどで、戦闘後はダキダキ頭部ユニットの残骸を前に涙ながらに少年たちを悼んでいる。
科学者
声 - 緒方賢一
第60話に登場。ズリル長官の命令で「ラットラット作戦」のためにベガ獣ズネズネを開発した。
特攻1-4号
声 - 富田耕生（特攻4号）ほか
第61話に登場。「ペガサス作戦」に参加したズリル配下のサイボーグ4人組。
1-3号が宇宙科学基地に潜入してメイン動力室を爆破しようとした「ペガサス作戦パート1」が失敗に終わった後、「ペガサス作戦パート2」では人間魚雷であるドリル戦車「特攻爆雷」3台に分乗し、地中を掘り進んで次々と地下防御壁に激突して自爆、3重の備えを破って今度はメイン動力室の破壊に成功する。しかし続くベガ獣とミディフォーによる襲撃には失敗したために「ペガサス作戦パート3」を発動、団兵衛に化けた4号が宇門博士に近づいて暗殺を謀ったがこれも果たせず、デュークバギーを奪って逃亡中にズリルの手によって粛清される。
コマンダーキリカ
声 - 杉山佳寿子
第63話に登場。ベガ星の若き女性天才科学者で、亡き兄（声 - 山田俊司）の遺志を継いで冷凍光線の研究に当たっていた。完成した冷凍光線でベガ星人の移民先を開拓し地球人との争いを回避したいと願っていたが、ベガ大王に地球での冷凍実験ならびにデューク殺害とグレンダイザー奪取を命じられてしまう。その後、実験で氷漬けになった村を調査に訪れたデュークを襲撃するが、マリアの活躍もあって倒され捕虜となる。収容された研究所で親身になってくれた大介とマリアに自分と兄の姿を重ね合わせてしまったことで、大介がデュークと知っても非情になり切れず、最後は負傷で意識が朦朧とする中、グレンダイザーと戦闘中のベガ獣ズメズメに誤って接近しすぎて攻撃され、乗船ごと氷漬けにされ墜落し、その命を散らす。異国の土となった彼女の墓には「地球の友キリカ この地に眠る」と記された。血液は緑色。
コマンダーサドン
声 - 山田俊司
第65話に登場。かねてからベガ獣ザスザスと共にグレンダイザー打倒を目指していたが、ガンダル司令から国防軍の超ウラン貯蔵基地の攻撃を命じられ、しぶしぶ意に沿わぬ任務に就き破壊工作隊の指揮を執る。しかし作戦は未然に防がれてしまい、なおも作戦の継続を命ずるガンダルに歯向かって、グレンダイザーとの対決を優先。作戦を妨害する兜甲児を「グレンダイザーの腰巾着」と称して軽んじていたが、その甲児の操縦するドリルスぺイザーの体当たりでザスザスの胴体をぶち抜かれ爆死する。
ケイン
声 - 古谷徹
第68話に登場。元々はフリード星人でマリアの幼馴染だったが、ベガ星連合軍の捕虜となり兵士として育成されていた。北海道での基地建設計画に参加し、ズリル長官に目をかけられ副司令に任命されたものの、部下からは「よそ者」として軽んじられていたうえに、気負いから厳罰主義を徹底したことでさらに反感を買ってしまう。やがて計画が発覚して来襲したダイザーチームとミディフォーで戦闘中、マリアと相撃ちの形で共に不時着、奇しくも再会を果たす。だが友達だったマリアを撃つことはできず、またベガ軍の手先に成り下がった自らを恥じて自決した。
ズリルジュニア
声 - 田中亮一
第69話に登場。ズリル長官の息子。地球に潜伏する父の役に立ちたいとの思いからベガ獣ガイガイを使った補給の任務に志願し、成功させた。ズリルから帰還を命じられたことで父を疑うが、ガンダルから送らずじまいになっていた父の手紙の存在を聞かされ、それを見たことで自分への深い愛情を知る。最後はダイザーチームとの戦闘で窮地に陥ったズリルを脱出させるため、自ら囮となって壮絶に散った。
コマンダーシュラ
声 - 矢田耕司
第70話に登場。レディガンダルの配下。デュークとマリアの父であるフリード王に変装してマリアを騙し、拉致しようとした。北海道積丹半島付近の雪山の洞窟で罠を仕掛けてマリアをおびき寄せるが、同行した兜甲児によって正体を怪しまれ作戦は失敗。その後、駆けつけたグレンダイザーとベガ獣ガビガビで対決の末、コクピットから放り出され転落死する。素顔は弁髪にナマズ髭といった、しばしば漫画などに登場するステレオタイプの中国人のようなルックスをしていた。
モルス親衛隊長
声 - 野田圭一
第71話に登場。モール星の王子で、デュークフリードとはお互いの星に留学し合った際に親友となった。3年前にモール星がベガ星連合軍に征服されて後、ベガ大王に洗脳され親衛隊に所属していたが、大王の指名で親衛隊長に昇格するとともにデュークフリード抹殺を命じられる。洗脳が解けてなおデュークに銃を向けるが、その真意は彼の古傷をベガトロン・マイナス光線で治療することであった。その後、ベガ獣ジガジガでスカルムーンへの特攻を図るも、自爆装置が作動。「死ね、ベガ大王!」と怒りのビームの一撃を虚空に放ちつつも空しく爆散した。
ルビーナ王女
声 - 小原乃梨子 / 鶴ひろみ（スーパーロボット大戦シリーズ） / 中恵光城（単独ゲーム版）
第72話に登場。ベガ大王の娘でルビー星を治めていた王女。かつて政略結婚のためフリード王家に送り込まれて以来デュークを深く愛しており、ベガ大王から死んだと聞かされていたデュークの生存をルビー星人に教えられ、星の統治を放棄して愛機クイーンパンサーでスカルムーンに来訪した。その道中でフリード星を観測したルビーナは、ベガトロン放射能に汚染されていた星の環境が回復に向かっていることを知り、そこでデュークと共に暮らしたいと願うが、その想いをズリルの作戦に利用され窮地に陥る。最後はデュークを守るため自ら盾となり、ベガ星軍の基地が月の裏側のセンターにあることを伝えて命を散らした。『宇宙円盤大戦争』に登場したテロンナ王女のリメイクキャラクターにあたり、声も同じく小原乃梨子が担当した。
ブリュンヒルド
永井豪による漫画版のみに登場するキャラクター。
デューク=フリードの親友であるフリード星人だったが、ベガ星連合軍に脳を改造され、自分の意志では体が自由に動かせなくされてしまった。グレンダイザーの秘密基地を探索するためにシラカバ牧場に潜入し、デュークと再会するものの己の意思に反して襲いかかる。その最中に襲来した円盤獣ドルドルによって、もはや用済みとしてデュークの目の前で焼き殺される。

#### 戦闘員
ベガ兵
声 - 緒方賢一、山田俊司、井上和彦 、他
ベガ星連合軍の下級兵士。緑もしくは青の隊服と黄緑色の覆面を着用。集団で行動し、円盤の操縦から円盤獣の整備・製作など、ガンダルなど上級幹部の手足となって働く。レーザーライフルを携行し白兵戦もこなすものの、戦闘能力はさほど高くない。これまでベガ星連合軍が侵略してきた惑星の人間が兵士とされていると思われるが、改造手術を受けているかどうかは不明。死亡すると身体が分解して消失する。命令には忠実だが自分たちの指揮官を平気で裏切ったり、ベガ星脱出の際に一般市民を射殺するなど、ドクターヘルの鉄仮面軍団やミケーネ帝国のミケーネス以上の悪辣さがみられる。
ベガ大王親衛隊
声 - 緒方賢一、山田俊司、野田圭一、他
恐星大王ベガ直属の親衛部隊。大王を直接警護する部隊であり、特に優秀な軍人が抜擢されるものと考えられる
。しばしば勅命を受けて最前線に出向いてくるが、その権限は絶大で、前線基地司令のガンダルさえ見下したり蔑ろにする者もいる。ゴーマン大尉やコマンダーミネオ、ジグラ、諜報部のホワイター少尉などが所属しており、隊長としてはバレンドスやモルスが登場した。他に「グレンダイザーデビル作戦」でデュークフリードに変装したうえで、グレンダイザーに化けたベガ獣ベニベニで出撃した、名前不明の隊員がいる（第58話）。

## 登場メカ

### グレンダイザー
フリード星の守護神として崇拝されてきたロボット（第2話では、ベガ大王が「フリード星の科学力を結集して製造させた」と語られている）。ベガ星連合軍の攻撃を受けたフリード星から王子デュークを乗せて地球に飛来した（詳しくは後述「グレンダイザーの出自とフリード星脱出の経緯について」）。
デュークの養父である宇門博士が取り仕切る宇宙科学研究所を拠点としてベガ星連合軍の侵略から地球を守った。通常時はダムの堰部に設置された発進口から出撃するが、必要に応じて格納庫のさらに地下に造られた8つの秘密ルートを使って出撃することもある。
専用サポートユニットのスペイザーと合体（スぺイザークロス）することで円盤状になり、宇宙空間の長距離航行や重力下での飛行が可能。
鉄の5千倍の強度を持つ宇宙合金グレンで覆われた機体は非常に堅牢で、恒星の光から取り出す光量子エネルギーによって駆動する。胸に90万馬力の光量子メインエンジンを2つ搭載しており、最高出力は180万馬力。全高30メートル、重量280トンとサイズはマジンガーZの1.5倍以上、重量は10倍以上の数値である。設計思想も大きく異なり、コクピット兼用の小型機が分離・合体するマジンガーに対し、スペイザーとダイザーそれぞれにコクピットがあり、両コクピット間をモジュール化されたパイロットシート（名称：デュークピット）のみが移動する（シュートイン / シュートアウト）。その所要時間は設定上は0.7秒（1.3秒とするものもある）。また「ダイザー・ゴー!」の掛け声とともに行われるスぺイザーからの分離には、シート移動時間も含めて7秒半、合体には6秒かかるというウィークポイントがある（第33、36話）。
グレンダイザー単体に飛行能力はなく、そのジャンプ力はズリルの分析では350メートル（第33話）だが、各資料では950メートルもしくは1,000メートルとされている。また足の3本のバーはロケット噴射装置であり、これによりたとえスぺイザーとドッキングしていなくとも（グレンダイザー単独でも）、ある程度の宇宙での移動・活動や戦闘が可能（第26話）。なお第1話を始めとして第6話など、スぺイザークロスのためにジャンプしたグレンダイザーの脚部（足の裏）から、噴射炎が出ているらしきシーンもいくつか存在する（第12話では攻撃を避けてジャンプするときに、また第54話でもベガ獣バニバニの触手から逃れようとして、第66話では海底から脱出する際にも、明確に足の裏から噴射炎を出している）。武器さえ使用しなければ、3か月はエネルギーが保つとされている。宇門博士の見立てによれば、グレンダイザーが耐えられる潜水深度は40気圧・400メートルである（第66話）グレンダイザーのコクピット前面のフロントガラスは上方へと跳ね上がって開く（第71話）ため、乗り降りはスぺイザー側のコクピットを経由しなくとも可能かもしれないが、設定画や具体的な描写がないため不詳。
グレンダイザーを操縦可能なのはデュークのみであり、その理由を双葉社刊『魔神全書 MAZINGER BIBLE』では「フリード王家の証たる指輪の所有者でないと、電撃で攻撃され搭乗できない」と解説しているが、指輪の存在やそのような説明は、設定・劇中ともに一切ない。同様のアイテムとしては、グレンダイザーに近づくと発光する機能を持った、フリード王家の証であるペンダント（第24話）をデュークとマリアが所有していたが、操縦ライセンスを兼ねるかどうかなどといった、それ以上の説明はまったく無かった（第49、58話）。もしデューク以外の者が近づくと、自動防衛機能が働く（第25話では爆弾を仕掛けようとしたナイーダが危うく攻撃されかけたほか、戦闘不能のデュークに代わって搭乗しようとした兜甲児もスペースサンダーで威嚇攻撃されている）。ただし、救助した甲児を単独でスぺイザーに乗せたり（第15、26、27話）、無人状態で他の者が修理のために近づいても攻撃しなかったりする（第53話）ため、この機能は任意で解除できると思われる。
小説『スーパーロボット大戦』（同名のゲームとは無関係。ゴッドマジンガーの項も参照）では、本作より未来の世界でデュークの子孫シオン・フリードが地球の危機にグレンダイザーで駆けつけたが、逆に倒されてしまい闇の帝王のボディとして使われることになり、過去の世界から来た甲児たちに牙を向くことになる。同作では「自動防衛機能があるからダイザーが奪われるはずがない」と主張する甲児に「そんなもの、どうにでもなる」と鉄也と隼人が返している。
OVA『真ゲッターロボ対ネオゲッターロボ』の映像特典で、ゲッターロボG、鋼鉄ジーグやグレートマジンガーを戦闘不能にした暗黒大将軍を真ゲッターと共に現れ、一蹴する場面がある。
グレンダイザーの出自とフリード星脱出の経緯について
グレンダイザーの出自については劇中で矛盾した説明が為されている。
第2話では「フリード星を侵略し、その科学力を手に入れたベガ大王が、恐るべき戦闘マシンとしてグレンダイザーを（フリード星人に）造らせた」「そのことを知ったデュークフリードは牢から脱獄し、グレンダイザーを奪ってフリード星を脱出した」とデュークフリード本人が語っている。
その一方で、ナイーダは「ベガ星連合軍の総攻撃に皆が逃げ惑い、助けを求めているときに、（デュークフリードは）フリード星唯一の守り神・グレンダイザーに乗って逃げてしまった」とデュークを糾弾しており、このときデューク自身も「フリード星の守り神」という部分を否定していない（第25話）。また、マリアの義祖父もグレンダイザーを目撃した際に「フリード星の守り神」と口にしている（第49話）。
グレンダイザーの建造期間には15年説と2年説があるが、たとえ後者であっても「デュークフリードの監禁中にフリード星人が造らされた」というアニメ第2話の説明とは整合性に（とりわけマリアとの件を含めると更に）難がある。
基本的にアニメ第2話とそれを基にした記事以外の、各雑誌記事や各漫画版ではいずれも「フリード星の守り神」という設定を採用している（製造の詳細については触れず「フリード星の科学力の結集」や「フリード星人によって造られた」という表現にとどめることが多い）。なお永井豪による漫画版では、デュークの口から「フリード星の科学の結晶ともいうべき万能円盤UFOロボ グレンダイザーとともにフリード星を脱出した」とだけ語られており、それ以上の説明はない。また桜多吾作による漫画版では「フリード星の守り神」とされるにとどまらず、実は数十万年前のシグマ文明最盛期の頃からフリード星に伝わる、先史文明時代の遺産メカであったことが明かされる。
武装（ダイザー単体）
ダイザービーム（第5、45話）
目から発射される光線。さほど威力は大きくないようで、使用頻度は低く牽制効果に重きを置いた武装と思われるが、ミニフォーを消滅させるくらいの破壊力はある（第5話）。なおグレンダイザーの両目にはライトの機能も備わっている（第48話）。
ハンドビーム
手の甲にある3連装のビーム砲から放つ4万度の光線。牽制に使用されることが多いが、威力はマジンガーZの光子力ビームの2倍もあり、厚さ10メートルの鉄板をも貫く。両拳から放つ場合、「ダブルハンドビーム」と呼称することもある（第2、7話ほか）。ダブルハンドビームを使って地中を掘り進むことも可能（第27話）。
ハンドビームの発射口は、スクリュークラッシャーパンチなどで飛ばした腕が、肘へとバックで戻るときの逆噴射口としても機能する（第30話）。
背後の敵に向けて、後方に倒れこみつつ「バックハンドビーム」の掛け声で放ったこともある（第37話）。
ハンドミサイル
両手甲から放つミサイルで、ハンドビームと発射口を共用しているらしい。TNT火薬400トン分の破壊力を持ち、20連発が可能。たまたまか使用例のいずれもが海中だった（第47、66話）。なお第66話では技の掛け声を出していない。
反重力ストーム
胸から出す七色の反重力光線で、重力遮断により400トンの物体を150メートルまで上昇させ、地面に叩きつける。当初は相手を浮かせて落とす描写が多かったが、組み付いた敵に対して密着した状態で照射して、引き剥がす勢いで損傷させるといった使い方（第37話ほか）もしばしば見られるようになる。ほかに第8話では円盤獣ダルダルの放つビームを押し返して撃破している（同様に第63話でもベガ獣ズメズメの冷凍光線を押し返している）。
落下する物体を地上に軟着陸させるために使ったこともある（第37話）。
ダブルハーケン
両肩に装備された三日月状の鎌を連結した長柄武器。全長28メートル、重量12トン。
取り出す時間はわずか0.8秒であり、厚さ8メートルの鉄板も切断する。斬りつけたり薙ぎ払うほか、投げつけることも多い。
第34話ではショルダーブーメランを先に飛ばした後、柄のみを取り出して空中で刃と合体させてダブルハーケンを形成させる、という使い方を見せた。
ショルダーブーメラン
両肩からダブルハーケンの刃を形成する三日月部分のみを飛ばして標的を切り裂く。有効長さは8メートルで重さは5トン、くるくる回転しながらマッハ7で飛び、有効射程距離は12キロメートルで、厚さ7メートルの鉄板を切断可能。第29話や47話では手で肩から外して投げつける、という珍しい使い方をしている。
シングルハーケン（第20、52話）
片側の鎌のみを取り出して（手に持って）使用した際の呼称。ただし第63話でシングルハーケンの二刀流を披露した際は、「ダブルハーケン」と呼んでいた（第29話でもダブルハーケンを途中で分割して、結果的にシングルハーケンの二刀流としている）。

スクリュークラッシャーパンチ
前腕部を飛ばすロケットパンチに相当する武装。
折り畳まれていたクラッシャー（袖に当たる部分の三角デコレーション）が起き上がって前方まで反転し、毎分4千回転しながらマッハ5の速度で飛んでいく。グレートマジンガーのドリルプレッシャーパンチの3倍の威力があり、厚さ9メートルの鉄板を貫く。
後述のとおり「スクリュークラッシャー」の掛け声で放つこともある。
スクリューパンチ（第27、29、35、38、40、43、47、48、50、58、63、67話ほか）
デコレーション部を90度まで開いた状態で風車のように回転させて発射する。第38話では珍しく決め技となって円盤獣ドイドイを、第63話でもベガ獣ズメズメを倒している。
クラッシャーパンチ（第42、52話）
デコレーション部を拳を包むように前方へ反転させ、回転させずに発射するパンチ技と思われる（第42話）が、これを解説した資料が見当たらない（第52話では敵機に当たる直前に回転してるようにも見える）ため、詳細はハッキリしない。
スクリュークラッシャー
デコレーション部を前方に反転させ、腕につけたままの状態でドリルのように回転させる。ドリルスペイザー登場以前は、これを利用して地中を掘り進んだことがある（第35話）。
なお第1話や第5、18、34、41、49話などではこの掛け声でスクリュークラッシャーパンチを放っている。
ダイザーパンチ（第1、6、19、28、44、58話ほか）
下腕を飛ばす（第1、6、19、58話では回転しない、ただのロケットパンチであった）。
スペースサンダー
グレンダイザー最大の必殺技。頭部左右の角から発生させたエネルギーを、額の３つの突起部に集めて6万度の熱線を放射する。
グレンダイザーパワーアップ（第6、12、21話） / グレンダイザーパワー（第18話）
マジンガーZやグレートマジンガーのマジンパワーと同様の、一種のブースト機能と思われるが、第12話ではスぺイザーと合体した状態で使用し、円盤獣ガニガニの冷凍光線を浴びて機体を覆った氷を、瞬時に溶かすという効果も見せている。第66話では“グレンダイザーフルパワー”という同様と思われる機能で、生き埋め状態だった海底から脱出した（第58話でも機体に纏わりついた強力な磁力を帯びた隕石群を振り払うために、“ダイザーフルパワー”の掛け声で使用されている）。
また、これらの機能はスぺイザーとの合体状態での飛行スピードを限界まで引き上げる効果もあるようで、第21話では“グレンダイザーパワーアップ”ならびに“グレンダイザーフルパワー”で（第20、31話では“グレンダイザーフルパワー”で）、スぺイザーがフルスピードを発揮しマッハ9に達している（同様に第35話では“ダイザーフルパワー”、第51話では“フルパワー、ゴー”の掛け声でフルスピードを出している）。
ダイザーキック（第12、27、30、37、46、57話ほか）
飛び蹴り。スぺイザーから分離して高空から放つ急降下キックを指すこともある（第16、62話ほか）。
フィンガーアタック（第46話）
装甲をめり込ませる込ませるほどの握力で敵を圧壊させる技。
必殺技
木の葉落とし
第55話にて背後から組み付いたベガ獣グレグレを倒すため、空中に飛び上がってもろともに頭から急降下し、地上に激突させて振りほどいた技。

スペイザー
グレンダイザー専用のサポート円盤。全長34メートル（合体時40メートル）、全幅65メートル、重量150トン（合体時430トン）の大型機で、グレンダイザーと同じ宇宙合金グレン製、光量子エンジンを搭載している。円盤型だが巨大な垂直尾翼と左右に補助的な翼が存在し、尾部には2基の巨大な推進ノズルがある。宇宙空間では光速を超えたジャンプ飛行（ワープ）が可能で、大気圏内でも最大マッハ9で飛行する。合体時は円盤内にグレンダイザーがほぼ完全に収納され、首から肩、腕が外部に出た格好となる。UFOロボの異名はグレンダイザーとの合体形態に由来する。腕は広げた状態でスペイザーの前縁に沿って収納されているが、必要に応じて動かすこともできる。合体した状態でもグレンダイザーの武器の多くを使用可能である。また分離した状態でも半自立的飛行や遠隔操作が可能で、グレンダイザーとの連携攻撃（第6、15、21、24、39話など）や、合体せず上に乗せて飛行したこともある（第10、44、48、61話）ほか、第26話では宇宙空間において単独で甲児を救出し機内に収容した。補助シートを備えており（第26話）、スぺイザー側のコクピットに二人乗りすることも可能（第74話）。
通常はグレンダイザーがスぺイザー後方から進入して合体し、分離は前方へ飛び出す方法を採るが、前期オープニング映像では後方から飛び出して分離するという、珍しいシーンが描かれている（なお劇中でそのような、後方からの分離シーンが登場したことはない）。
武装（スペイザー単体）
スピンソーサー
主翼左右両端の小型円盤の表面が中央から12枚に菊型に展開、周囲に刃となり回転ノコギリとなって分離・攻撃を行なうもの。マッハ10で敵に向かい厚さ7mの鉄板を切り裂く。後方に撃ち出す場合は「バックスピンソーサー」と呼称することもある（第8、23話）。
第10話や第27話ではスピンソーサーを発射せずに、スぺイザーに装着したまま表面装甲を展開し、その刃を回転させつつ接近して斬りつける、という戦法を披露した。
スピンドリル
スピンソーサーと同じく主翼左右両端の小型円盤から発射されるドリルミサイル。上面が4枚に展開して発射機がせり上がり、撃ち出されたドリルミサイルは厚さ8メートルの鉄板を貫く。小型円盤が分離してからドリルを射出する攻撃はドリルソーサーと称される（第3話）。
メルトシャワー
スペイザーのコクピット横の左右2門ずつ（第1話や第11、18、32、42話など、3門の場合もある）の発射口から放つ溶解液（第8話や9、13、40話などでは左右1問ずつから発射するパターンも見せている）。ミニフォー程度なら瞬時に溶かす。
磁力波電波（第9話）
スペイザー全体から発する電波で機体に組み付いた円盤獣ジルジルの機能を麻痺させ、その自爆装置を無力化した。
スペイザースピン（第3話）
スペイザーをその場で水平方向に高速回転させて、取りついた円盤獣バルバルを振りほどいた技。
アンチレーダーミスト（第7、13、26話ほか）
スペイザー後部ノズルより発生させる霧状のレーダー攪乱煙幕（第7話劇中では「レーダー遮断幕」とも）。

### 地球製メカ・ロボット
TFO（ティーフォー）
兜甲児専用の小型飛行円盤。外見はアダムスキー型と呼ばれるUFOに近い。超合金Z（マジンガーZの装甲）製で動力は光子力。全長7.5メートル、重量1.2トンで最高速度マッハ4、限界高度は5万メートルとされる。実際には高度3万メートルを超えると著しく飛行が難しくなり、大介にも「TFOはその高度に耐えられない」と忠告される（第8話）が、後に電離層まで無事に飛行し、窮地のグレンダイザーを救ってみせている（第11話）。
ベガ星人からは「円盤としては極めて初歩的なもの、恐るるに足りない」と評されている（第1話）。当初は非武装であったが、第2話において単裝ミサイルランチャー（総弾数は数発程度）を機首部に装備したことで、ミニフォー相手なら充分対抗可能となった。
初期話では本機が前作までの歴代女型ロボットの役どころを務めることが多く、グレンダイザーに先んじて出動し、ミサイル攻撃で迎え撃つも円盤獣の反撃に遭い、あえなく撃墜されるパターンが多かった。それでも非力ながら毎回奮戦し続けたものの、第27話で円盤獣ハドハドの攻撃を受けて撃墜され全損する。
JFO（新円盤試作第一号）
第30話のみに登場。TFOを失った兜甲児が新たに試作した飛行円盤。三角形の戦闘機のような形状をしていて、TFOと異なり2基の推進装置（ロケットかジェットかは不明）も備えている。なお劇中では「新円盤試作第一号」としか呼ばれていないが、没となったTFO後継機の原案とされる設定画には、“甲児の円盤(JFO)”との書き込みが見られるほか、TFOのものと思しきラフ原案の中には“ジェイフォー”との書き込みがされているものもあり、もともと企画書段階での甲児の円盤名のひとつとしてもその名は挙がっていたらしい。
デュークバギー
デューク(大介)の愛車。3人まで乗れる仕様の3シートタイプトライク。デュークは中央バイク部に搭乗し車体を制御する。車体後部は三車輌一体状態となっている。二筒のエキゾーストパイプからジェット噴射することで、空中高くジャンプすることも可能（第18、53話）。各種武装が搭載されており、宇門博士による設計・製作と推測される。
武装
バックミラービーム
バックミラーから後方の追跡して来る相手に向けて発射する光線。円盤獣にはまったく通用しなかった（第18話）。
シャフトガン
後部左右のタイヤの車軸から伸びたパイプに、三門ずつの銃口がついたマシンガン（第18話）。またパイプの先端は尖っており、これでベガ星兵士を攻撃して串刺しにしている場面もあった（第25話）。
バギーミサイル
後方のバギー部分の左右側面から発射されるミサイル（第18、39、53話）。
機銃
特に名称は無く、カウル前面部分から二連装で発射された（第39話）。
バギーソーサー
後部に二つ備わっている円形の走行安定翼は武器にもなる。ひかるが第39話で操縦した際にこれを撃ち出し、突撃隊の小型円盤を撃墜している。

ダブルスペイザー
第35話から登場。兜甲児が主体となって開発した大型支援戦闘機で、最初に完成した地球製スペイザー。第36話で改造され、グレンダイザーとドッキング可能になる。全幅30メートル、重量90トン。最高速度マッハ4、上昇限界高度は6万メートルとされている。メインパイロットは兜甲児。補助シートを持ち、2人乗りも可能（第37、46話ほか）。
オリジナルスペイザーがグレンダイザーの体を覆う形だったのに対し、本機は背部に結合する方式を採っており、また有人機である点が大きな特長となっている。従来のグレンダイザーおよびスペイザーの弱点として、合体しなければグレンダイザーは大気圏内を飛行できず、合体プロセスに6秒・分離に7秒半が必要（第33、36話）な点が挙げられた。また合体時は一部の武装の使用に制限がかかるなどの問題もあったが、ダブルスペイザーの登場により、これらの弱点がカバーされることとなった。
初登場時は合体機能がなく、グレンダイザーは本機の主翼のフレーム形状部分に掴まりぶら下がって飛行した。間をおかず、宇門博士によりグレンダイザーの大気圏内飛行をサポートするために改造が施された。合体に際してはグレンダイザーが空中で垂直方向に旋回（スクランブルターン）し、コンビネーションクロスで合体、セパレーションゴーで分離する。合体と分離の一連の動作は後述する2機の地球製スペイザーも同様。
エネルギーはグレンダイザーと同じ光量子とされているが、機体はグレートマジンガーにも用いられた超合金ニューZ製である。両翼端にある円盤状のユニットは武装ポッド兼エンジンポッドで、垂直離着陸用のファンを下部に装備している。主翼は可動式で垂直離陸時は下向き、飛行中は水平、グレンダイザーとの合体時は腕の動きを妨げないよう上向きに折れ曲がる。従来のスペイザーより素早く合体が行え（合体所要時間は3秒）、有人スクランダーといった趣である。合体時でもグレンダイザーと本機の武装のすべてが使用可能。
ダブルスペイザーのアイデアは、ホバーパイルダー型、デルタ型、ジェットスクランダー型の3候補が講談社『テレビマガジン』1976年5月号で公表、読者投票が行われてホバーパイルダー型のアイデアが採用された。ただし、集計結果が出る前にテレビでの登場となった。
武装
ダブルミサイル
胴体の両側から発射されるミサイル。25連発が可能。
ダブルカッター
両翼端ポッドにある垂直尾翼状のパーツが射出後、空中で合体してV字型のカッターとなり、マッハ6の速度で相手を切り裂く。円盤獣のボディを両断する威力がある。
サイクロンビーム
両翼端ポッドから発射される3万度の熱線。片側二条のビームが途中で一条になるのが特徴。
ダブルスペイザー完成より前に、第32話で携行サイズの試作型サイクロン砲が使用され、円盤獣ザウザウの頭部を破壊した。第45話ではデザインの異なる、ライフル状のサイクロン砲も登場している。

マリンスペイザー
第41話から登場。ダブルスペイザーの成功をもとに宇宙科学研究所が開発した水中用スペイザーで、飛行と潜水が可能。水中戦が苦手なグレンダイザーの水中運動能力をアップさせる機能を持つ。全幅25メートル、重量90トン。最大飛行速度マッハ4、水中航行速度40ノット、潜行限界深度は400メートル（第66話）。メインパイロットは牧葉ひかる。
他の2機と同じく光量子をエネルギーとし、装甲は超合金ニューZ製。機体底部からアンカーを発射し、グレンダイザーを吊り上げることや（第48話）、ダブルスぺイザーを牽引することもできる(第67話）。グレンダイザーとドッキングした状態でもとりあえず飛行は可能な模様（第51、54、66話）。
武装
マリンミサイル
両翼から発射されるミサイル。20連発が可能。
マリンカッター
水平尾翼を巨大なカッターとして射出する。速度は空中でマッハ5、水中ではマッハ1。
マリンビーム
コクピット横にある左右各1門の発射口からビームを放つ。

ドリルスペイザー
第45話から登場。地中行動を可能にするスペイザーで、単体・合体後とも空中と地中を移動可能。全幅25メートル、重量130トンで地球製スペイザー中、最も重い。飛行最高速度マッハ4、地中進行速度はマッハ2とされる（第45話では地中での最高走行速度はマッハ1と説明されており、そのように記載する資料もある）。当初は兜甲児がダブルスペイザーと併用したが、後にマリアがメインパイロットとなる。
他の2機と同じく光量子をエネルギーとし、装甲は超合金ニューZ製。キャタピラを備え、二股の機首にドリルを内蔵する。グレンダイザーとの合体後はドリルが飛び出し、肩から腕、背中までを広く覆うこととなる。このドリルを活かした体当たり戦法は地中以外でも非常に有効だった。ただし腕と胸部が覆われる都合で、ハンドビームやスクリュークラッシャーパンチ、ダブルハーケン、反重力ストームが使用不能となるなど制約も多い。
劇中でグレンダイザーと合体した回数はダブルスペイザーやマリンスペイザーより少なく、マリア搭乗時は1回のみ（第56話）である。ダブルスペイザーと同様に補助シートを持ち、2人乗りも可能（第65話ほか）。
当初は荒野番太が本機を操縦する予定だったが、『ゲッターロボ』とチーム構成が似てしまうことから急遽パイロットとしてマリアのキャラクターが設定された。これがかえって人気を博し、視聴者層の変化と視聴率改善の効果を生んだ。
武装
ドリルミサイル
両翼から発射される小型ドリル。10連発で厚さ9メートルの鉄板も貫く。速度はマッハ4。通常は貫通力の高いドリルであるが、命中と同時に爆発する場合もある（第65話ほか）。
スパークボンバー
垂直尾翼の先端から発射される5万度の高熱弾。海中では威力を失う（第55話）。
ドリルアタック
「ドリル・オン!」の掛け声で機首のドリルを伸ばし、体当たり攻撃を仕掛ける（第53、65話ほか）。ドリルスペイザー単体で使用することが多かった。
ドリルビーム
コクピットのやや前方に位置する、左右3門ずつの発射口から放つビーム（第61話）。

ウルトラサブマリン
400メートルまでしか海中に潜水できないグレンダイザーのために、宇門博士が開発した深海潜水用アタッチメント（大型深海用スクーター）。密閉式のキャノピー内に、腕だけを外に出した形でグレンダイザーを格納する。これに乗ること（掛け声は「サブマリン・ダッシュ」）で、マリンスペイザーでは潜れない深度への潜水を可能とする。また水中のみならず水上走行でもきわめて高い機動力を発揮する。操縦はグレンダイザーで行うが、人間専用のコクピットも備わっており、ズリルの海底基地から救出された甲児がその後の操作を担当して戦った。全長36メートル、重量95トン、潜行限界深度は3,000メートル。海中から飛び出した際、短時間ながら空中を滑空する描写もあるが、飛行能力に言及した資料が無く、また現場海域までドリルスぺイザーに吊り下げて輸送（帰りは水上走行）していることもあり、単独で飛行可能かどうかは不明。第67話のみの登場だが、ベガ星連合軍の海底基地を壊滅させる活躍をした。
武装
サブマリンミサイル
機首より発射する2連装ミサイル。
サブマリンドリル
機首中央の穴より出る巨大なドリル。体当たり時に使用。
サブマリンストーム
ドリルと同じ穴から高圧の水を渦にして発射する。
チェーンアタック
機首の脇から4本の鎖を発射して、敵を捕獲する。ベガ獣イブイブを牽引して水上に引き上げるのに使用した。
ほかに機首中央の穴からはサブマリンストームではなくサブマリンビーム、チェーンアタック発射口に該当する左右３つずつの箇所からサブマリンミサイルを発射する（本来のサブマリンミサイル発射口はライトとして描かれている）、と解説している児童誌もあるが、これは劇中の描写と一致しない。

コズモスペシャル（コズモ=スペシャル=スペイザー）
ベガ星連合軍との最終決戦に使われた宇宙用特殊スペイザー。劇中ではコズモスペシャルと呼ばれる。従来の地球製スペイザーが宇宙で戦えないため新規開発された。甲児機・ひかる機・マリア機の3機が合体した状態で打ち上げられ、宇宙空間で分離（「オープン・スぺイザー」）後、3機の高機動型戦闘機として活躍する。
詳細データは不明だが、三機ともミサイルとビームで武装しており、マリア機にはスパークボンバーも装備されている（甲児機にはコズモミサイル、ひかる機・マリア機にはコズモビームが装備されていると説明する資料もあり、これが劇中の描写と一致する。）なお劇中には、ひかる機が機首から二連装のスパークボンバーらしき光弾を放つ描写もある。
スペイザーとされてはいるもののグレンダイザーとの直接の合体機能はない。しかしながら、分離状態の3機はそれぞれダブル/マリン/ドリルの地球製スペイザーへのドッキングも前提にした形状でデザインされている（劇中ではこれらの合体形態は登場しておらず、その機能についての言及もされていない）。
ボスボロット
第14話・第31話に登場。主役ロボを差し置いてシリーズ3作すべてに登場したロボットとなった。一度目は正月に兜甲児を訪ねてシラカバ牧場に向かう道中、ハンドメイドによる技術レベルの違いに驚きつつも警戒したベガ星のスパイに潜入され、時限爆弾を仕掛けられる目に遭った（第14話）。二度目のゲスト出演の折には、グレンダイザーのように飛行するための円盤型合体メカ・ボススペイザーを製作して、ゴールデンウィークに再びシラカバ牧場を訪れている。
“ロボット科学博物館”に収蔵されたはずのボロットが、ボスの元に残されていた事情は不明。

マジンガーZ
アニメ本編では兜甲児の回想シーンに登場するのみ（第1話、映画『グレンダイザー対グレートマジンガー』）で、活躍はしていない。なお石川賢の執筆による漫画『グレンダイザー対ダブル=マジンガー』では、催眠洗脳された兜甲児の手によって操縦され、同じく洗脳された剣鉄也の操るグレートマジンガーとともに、グレンダイザーを襲撃する形で登場する（コミカライズの項で詳述）。

深海用スぺイザー
ズリルの深海基地を攻略するために製作が検討されていたとされる、エイあるいはカブトガニのような姿をした円盤型スぺイザー。本来のオリジナルのスぺイザーと同様にグレンダイザーが後方から進入し、頭を出した状態で内部に収納される形で合体する。武装として左右側面に魚雷発射管を装備する。アイディアのみで没となり、劇中には登場しない。
ただし桜多吾作の漫画版では発表されたそのままのデザインで登場し、弓さやかを内部に取り込んだ“謎の石像”を追跡・観察するために出動している。操縦担当は兜甲児で、コクピットは通常のスぺイザーと同様にグレンダイザー側のコクピットと繋がっており、合体中は往来できる。襲撃してきたズリルのベガ獣たちの猛攻を受け、からくも甲児は脱出するものの撃沈されてしまう。

宇宙科学研究所
本来は世界最大の宇宙電波望遠鏡を有する、宇宙観測と開発のために活動する施設だが、事実上ベガ星連合軍の侵略に対抗するグレンダイザーの秘密基地となっている。そのため後には敵襲に備えてバリヤーも設置された（第42話）。
施設は白樺湖を背にしてダムと一体になっており、カムフラージュの役割を果たしている。観測室・司令室である円盤状のドームは、非常時には上部の電波望遠鏡とアンテナを畳んで地下へと降下することが可能（第42話ほか）。観測用タワー（ヘリポートとしてTFOの着陸にも利用されている）は第35話で円盤獣ブンブンに取りつかれ破壊されて以降、修理されないまま第42話の敵襲で地上施設はすべて崩壊した。
大介が研究所でグレンダイザーに搭乗するプロセスはいくつかあり、初期の第1〜3話、7〜9話では（ほかに第17話でも）まずデュークフリードの戦闘スタイルに変身してから、ダム湖（白樺湖）に飛び込んでグレンダイザー格納庫へと移動していたことから、湖底に研究所もしくは格納庫通路に至る進入口があるらしい（水中からどうやって移動しているのかは詳細不明）。第4、5、6、10話ではエレベーター横のシューターに飛び込んで、そのまま格納庫上空へ飛び下りて変身しており（第5話ではシューターに“避難口”というプレートが付いているのが読み取れる)、第11話からはシューターに飛び込んだ後、移動車に乗って格納庫上空にて変身するようになって、以降これが定番となる。
なお宇宙科学研究所の地下は第二次大戦の頃、日本軍の要塞だったため数多くの空洞があり、それを利用してグレンダイザー格納庫のさらに地下に、８つの秘密ルートへの発進口が造られた（第18話）。

宇宙科学基地（新宇宙科学研究所）
第42話で新宇宙科学研究所となってからは、劇中では主として宇宙科学基地と呼ばれるようになる（第44、48、50、55、62話など）。
ベガ星連合軍との戦いが激化するに伴い、宇宙科学研究所の地下で密かに準備・建設され、旧研究所の崩壊とともに地上へと姿を現したダイザーチームの新たな基地。それまでの観測用タワーに代わって3機の地球製スペイザーの発着・格納タワーが新設されており、非常時には巨大なシェル状の防御シャッターで施設全体を覆うことで、高い防衛力を発揮する。旧研究所と異なり戦闘に特化しているため武装も充実しており、敷地の周囲と観測・司令室のドーム上部には（電波望遠鏡に代わって）ビーム砲が装備されているほか、各スぺイザー発進口上部にもそれぞれビーム砲が備わっている（第53話）。

### ベガ星連合軍メカニック
円盤獣
ベガ星連合軍が地球侵略のために送り込む戦闘ロボット(中にはザリザリやガモガモ、ブイブイなど、ベガ獣のように生物をベースに改造された円盤獣も存在する)。1体ごとに形状も性能も様々だが、いずれも円盤に変形する機能を持っている。
宇宙に満ちている放射線をエネルギー源とし、反重力エンジンで動く。ベガ星と地球を無補給で航行可能であり、その装甲はベガ星の地下5,000メートルの地下から採掘される特殊鉱石と、隕石を混ぜ合わせた合金でできていて、宇宙合金グレンに匹敵する硬度を誇る。
円盤獣には遠隔操作により半自立的に行動するタイプと、コマンダーらが直接乗り込んで操縦するタイプが存在するが、ナイーダの発言によると「理性を殺され、ベガ星人に対する忠誠心を植え付けられたフリード星人の脳が使われている」という（第25話）。ただし、この時の彼女は洗脳されていたため、信憑性についてはさだかではない。地球で最初に倒した円盤獣ギルギルに使われていた脳が、ナイーダの弟シリウスだったと告げられた際、デュークは一時的に錯乱状態になるほどのショックを受けるが、以後の戦いでその点を意識している様子は見受けられない。
形状は、変形パターンによって、次の4つに分けられる（ほかのタイプも存在するが、概ねこの4タイプと考えてよい）。
1. 上下開閉型…円盤が上下に開き、中から動物型ロボットが登場する。第1号のギルギルの他にはガンガンやジンジンが該当する。
2. 各部突出型…円盤から頭や手足が飛び出し、動物型や鳥型、人型ロボットに変形する。空中戦に強い軽量型円盤獣に分類されるものが多い。ガメガメ、バルバル、ゴスゴスなど多数存在する。
3. 上下伸縮型…円盤が上下に伸び、人型へ変型する。重量級で武装も強力だが、登場したのはドムドム、ドリドリ程度。
4. 左右開閉型…円盤が左右に開き、中から人型（稀に動物型）ロボットが登場する。ギンギン、グリグリ、ゲルゲルなどが該当し、各部突出型ほどではないが数が多い。両脇の円盤を楯やカッターにすることも多く、格闘戦重視の優れたタイプ。

2文字を繰り返すネーミングは原作者である永井豪の案だが、パターンが限られているため、いずれネーミングに苦しむことが予想されたことから、菊地忠昭（ダイナミック企画）は反対したという。

ベガ獣
ダントス防衛長官が開発した、円盤獣に代わるベガ星連合軍の主力兵器。「（宇宙生物の）野獣の戦闘本能と戦闘ロボットの兵器を合わせ持った（第52話より）」生物兵器で、円盤獣よりも生物的なデザインになっている。狂暴な宇宙生物などを素体に、スーパーガンマ線を照射して巨大化させ、サイボーグ手術を施して製造される。円盤獣以上の反射神経と俊敏さを備え、傷を負えば負うほどかえって狂暴になるという性質も見られる（第54話）。円盤獣のような円盤への変形機能は持たないが、戦闘力では遥かに上回っており、ベガ獣第1号キングゴリは最強の円盤獣グルグルを一瞬で破壊したうえに、グレンダイザーの左腕を引きちぎっている（グレンダイザーが明確に破損した数少ない例である。）
キングゴリ以後は円盤獣同様に2文字を繰り返すネーミングパターンに戻っている。

ミニフォー
ベガ星連合軍の攻撃用の小型戦闘円盤で3人乗り。全長30メートル、全高14メートル、重量130トン、最高速度マッハ7。
緑と青のツートンカラー。武装はミサイル（映像では未使用）とレーザー砲。機体前縁にはその発射口らしきものが6ないし8基（まれに10基）あるが、全砲口から一度に斉射されることはなく、最前部の2門から2連装での発射パターンがほとんどである。とはいえ他の発射口から（第1、5話ほか）、あるいは1門の発射口から一条の光線（第7、20話ほか）を撃ち出したりすることもある。また発射口も何も無い前部先端から一条のビームを発射する機体もいる（第7、36、37話ほか）。第3話では対地攻撃の際に、下面外周に並んだ発射口からも一条のビームを発射している。
大量生産されており、ひとまとめにミニフォー軍団とも呼ばれ、毎回多数が出撃しては撃破されている。カラーリングの異なる偵察用（第33話）のほかに、よく似た外観の作業用の小型円盤もある(第20話ほか）。
ミディフォー
第53話から登場した、ミニフォーの上位版的な最新型の中型戦闘円盤。武器は機体中央部の蛇の首のような支柱から放つビーム砲（ベガトロンビーム砲）と、前部に突き出した二基のミサイル発射管。
大きさはミニフォーの約2倍を誇るが、扱いとしてはミニフォーと同じく、やられ役であった。

マザーバーン
ブラッキー隊長が指揮する超大型円盤。直径540メートル、全高450メートル、重量42,000トン、最高速度マッハ5。乗組員はおよそ200人。円盤獣は最大7体、ミニフォーは30機搭載しており、ベガ星連合軍基地と地球とを無補給で三往復することが可能。
外周部の小さい無数の穴はビーム砲（第9話）とミサイル発射口（第11話）を兼ねており、中心部のタワー（下側）内には大型のスーパービーム砲を備える（第11話）が、上部タワー内にもスーパービーム砲を装備しているかどうかは不明。
船体の外周部四方にミニフォー発進口が計8箇所存在するほか、側面を大きく上に開いて円盤獣を出撃させる（第1、7、11、20、26話ほか）。円盤獣やミニフォーの母艦として、また戦闘指揮艦として運用された。ビーム砲など強力な兵器を装備しており、装甲もきわめて強固なことから総合戦闘能力はかなり高いと思われる。
第27話でブラッキー隊長によってグレンダイザーに体当たりを仕掛けるが、反撃を受け失われる（なおスカルムーンには10機のマザーバーンが配備されている設定だが、以後、同型艦の登場は無かった）。塗装はピンク系の派手な色合いである。

マザーシップ（ガンダル専用母艦）
第42話から登場。喪失したマザーバーンに代わる戦闘指揮艦でズリルが用意した。全長320メートル、重量29,000トン、最高速度マッハ6。黄色い船体に怪物的な顔や多数の触手が付いており、牙が外側に開いて口からベガ獣やミニフォーを発進させる。ミニフォーは艦体上部側面の2つの発進口（第52、58話）や下部側面の4つの発進口（第48話）からも発艦可能。頭部のキバからは妨害電波（第48話）やビーム（第53、74話）を発射する。艦底中央部には強力なベガトロンレーザー砲を装備しているほか、艦底から発射する移送光線を利用して海水を巻き上げ、竜巻を発生させることも可能（第54話）。
第74話でガンダルによってグレンダイザーに体当たりを仕掛けるが失敗、爆発して粉々となった。

ズリル専用母艦
第60話より登場した、ズリル長官専用の水中用大型母艦。全長300メートル、重量26,000トン、飛行速度マッハ4、水中移動速度50ノット、潜行限界深度2万メートル。マザーバーンと違ってフォルムは円盤状ではなく、蝙蝠のような翼が付いた生物的なデザインをしており、左右に3基ずつミディフォー発着口を備える。爬虫類や昆虫の頭のような外観をした艦首の右目部分が司令室となっていて（第69、72話ではその目からビームを発射している）、ズリル司令船として本体と切り離した独立した行動も可能。
内部には研究施設やベガ獣の製造工場を備える。前面部からはミサイル（第69話）を、ズリル司令船のキバからはビームを（第61話）、さらに口からも強力なビームを（第72話）発射する。本体上部中央には火山を模した構造物があり、火山島に偽装して隠密活動をする。火口には大型で伸縮式のレーダーが設置されているが、ベガ獣の発進口にもなっている（第68、69話）。
本体は第69話で一度撃墜されズリル司令船だけで脱出しているが、予備（同型艦）でもあったのか第72話では元通りに再建されており、ズリル自らグレンダイザーに特攻をかけるも、果たせず撃破される。

マザーシップ（バレンドス専用母艦）
劇場版『UFOロボ グレンダイザー対グレートマジンガー』に登場。全長400メートル、重量35,000トン、飛行速度マッハ5。バレンドス親衛隊長が座乗する母艦で超大型葉巻型UFO。ミニフォーとコアコア他円盤獣三体を搭載していた。のっぺりした外観で普段は開口部が見当たらず、前後対称でどちらが艦首なのか見分けが付かない。

ダントス専用円盤
ダントス防衛長官の専用円盤。大型円盤だが、映像で見る限りマザーシップより二回りほど小さい。外周の四方8箇所の穴はビーム発射口。ミディフォー部隊を従えて出撃しており、母船としての機能があるかは定かでない。（第53話）

キング・オブ・ベガ号
ベガ大王の御座艦。ベガ星連合軍の総旗艦であり、灰色をした樽状の巨大な葉巻型円盤だが、第74話劇中におけるグレンダイザーとの対比を見る限り、大きさはマザーバーンとさほど変わらないか、あるいははるかに小さい。艦体上部に付属している、マザーバーンの中央タワーようなデザインの構造物は、ベガ大王が指揮を執る艦橋で、そのタワー頂上部から船体全部を覆うほどのバリヤーを発生させ、ベガトロンレーザー砲である船首の突起からは巨大なビームを放射する（第74話）。
衛星ゼータ4号におけるベガトロン鉱山の事故でベガ星が滅んだため、移民団を率いて地球に向かったのが初登場（第52話）。最終決戦ではスカルムーン基地を自爆させて自ら退路を断ったうえで、多くのミディフォーを従えて地球に進軍する。グレンダイザーとコズモスペシャルの襲撃を受けた際には、ミディフォー部隊を囮にして煙幕に隠れて地球に向かったが、デュークに発見されて総攻撃にさらされる。最期は大気圏内で（自爆して？）死の灰を降らせて地球を道連れにしようとするが、ダイザーチームの猛攻の前に果たせずベガ大王もろとも轟沈した。（第74話）

クイーンパンサー
第72話に登場する、ルビーナの乗る宇宙船。星間航行の能力を持ち、2門のビーム砲で武装している。ズリル専用母艦と戦闘中のグレンダイザーの盾となって被弾し大破する。

## スタッフ
これまでは横山賢二率いるスタッフがマジンガーシリーズの『マジンガーZ』次いで『グレートマジンガー』を、続いて勝田稔男率いるスタッフがゲッターシリーズの『ゲッターロボ』次いで『ゲッターロボG』を担当してきた。しかし『グレンダイザー』に加えて、マグネロボシリーズの『鋼鉄ジーグ』も同時開始となる1975年10月5日放映分より、東映動画で制作体制の再編成が行われた。
横山班は『鋼鉄ジーグ』から始まるマグネロボシリーズに移動となった。このため『ジーグ』は『Z』『グレート』の戦闘を重視したハードな空気や、渡辺宙明と水木一郎による音楽など、細かい部分で横山班の作風が受け継がれている（ただしマグネロボシリーズ3作目『超人戦隊バラタック』はスタッフの一部や路線が変更され、ハードさは消えた）。
勝田班は二班に増強、『ゲッターロボG』と共に、『グレートマジンガー』の後番組『グレンダイザー』も担当した。このため『グレンダイザー』はマジンガーシリーズ3作目でありながら、『ゲッター』『ゲッターG』のドラマを重視した空気や、菊池俊輔とささきいさおによる音楽など、細かい部分で勝田班の作風が受け継がれている。
なお勝田班による東映動画のアニメ放映枠のうち、『ゲッターロボG』側は次回作『大空魔竜ガイキング』までロボットアニメが続き、その後も『パタリロ!』まで同じ時間帯が続いたが、徐々にスタッフが入れ替わっていった。『グレンダイザー』側は次回作『惑星ロボ ダンガードA』までロボットアニメが続き、その後も『円卓の騎士物語 燃えろアーサー』まで比較的同じスタッフで続いた。
- 原作 - 永井豪とダイナミック企画[1]
- 音楽 - 菊池俊輔
- ディレクター - 勝間田具治（第18話まで）
- キャラクターデザイン - 小松原一男、荒木伸吾（第49話から）
- （美術）デザイナー - 辻忠直、伊藤岩光（第49話から）
- 企画 - 春日東、別所孝治、勝田稔男
- 製作担当 - 佐伯雅久→宮崎一哉
- 制作 -  東映動画、旭通信社

## 音楽
本作の主題歌・挿入歌とBGMのすべては菊池俊輔が作・編曲を担当した（編曲が森岡賢一郎になっている歌は劇場用アニメ『宇宙円盤大戦争』からの流用である〈詳細は下記の各該当曲にて〉）。
概要で前述したとおり本作品の楽曲は、第2回JASRAC賞の「外国使用」と第7回JASRAC賞の「国際賞」を受賞している。
本作向けに新たに作られた挿入歌の初出音盤は「最新テレビまんが人気者(アイドル)デラックス」というLPレコード（CW-7051、日本コロムビアより1976年3月発売）。同LPには本作と『アクマイザー3』から各7曲（OP＋ED＋挿入歌5曲）、合計14曲が収録された。その後、「アイドルデラックス」は複数作品の主題歌・挿入歌集（1作につき4-7曲収録）としてシリーズ化された。
劇伴(BGM)には、劇場用アニメ『宇宙円盤大戦争』から数多くの楽曲が流用されたのみならずライブラリ音楽や、とりわけ中盤以降は『ゲッターロボ』からも多くの楽曲が流用された。さらに『マジンガーZ』『グレートマジンガー』のボスがゲスト出演する第14、31話では、渡辺宙明作曲のボス関連の楽曲がいくつか使用されている。

### 主題歌
オープニングテーマ「とべ! グレンダイザー」
作詞 - 保富康午 / 作曲・編曲 - 菊池俊輔 / 歌 - ささきいさお、コロムビアゆりかご会
第1、3、4、5、8、11、23、24、30、33、39、41、47、53、61、67話では挿入歌としても使用された。
子門真人によるカヴァー・ヴァージョンが存在する（コーラスはヤング・フレッシュ）。後年、池田鴻と影山ヒロノブもカヴァーした。
エンディングテーマ「宇宙の王者グレンダイザー」
作詞 - 保富康午 / 作曲 - 菊池俊輔 / 編曲 - 森岡賢一郎 / 歌 - ささきいさお、こおろぎ'73
第16、17、19、34、35、49、50、58、74話では挿入歌としても使用された。
『宇宙円盤大戦争』のOP「戦え! 宇宙の王者」のカラオケが流用されたが、歌詞や掛け声の一部が本作の設定に合わせて変更された（「ニードルシャワー」→「ダブルハーケン」、「ギャザー、ガッタイガー!」→「グレンダイザー、ゴー!」等）。

### 挿入歌・イメージソング
「もえる愛の星」（第74話）
作詞 - 保富康午 / 作曲 - 菊池俊輔 / 編曲 - 森岡賢一郎 / 歌 - ささきいさお、コーポレーション3
元々は『宇宙円盤大戦争』の主題歌シングルのB面であり、同映画のEDとして使用されたものである。本作向けに歌詞違いの「ちいさな愛の歌」も作られたが、こちらも本作最終話で使用され物語のオーラスを飾った。
歌詞にある主人公の名前（デュークフリード）は映画版、本作とも同じである。ちなみに名前の由来は、ドイツの伝説・ジークフリートから来ている。
「ちいさな愛の歌」（第44、61、63話）
作詞 - 保富康午 / 作曲 - 菊池俊輔 / 編曲 - 森岡賢一郎 / 歌 - 堀江美都子
「もえる愛の星」のカラオケを流用しているが、女性の視点から全く新しい歌詞が書かれ、歌手も女性に替えて録音された。
「きみこそ勇者」（第18、20話）
作詞 - 早乙女達人 / 作曲・編曲 - 菊池俊輔 / 歌 - ささきいさお、コロムビアゆりかご会
劇場版『UFOロボ グレンダイザー対グレートマジンガー』でも挿入歌として使用された。
「GO! GO! 甲児」（第47、49話）
作詞 - 春日東 / 作曲・編曲 - 菊池俊輔 / 歌 - ささきいさお、コロムビアゆりかご会
「大介のバラード」（第30話）
作詞 - 田村多津男 / 作曲・編曲 - 菊池俊輔 / 歌 - ささきいさお
「戦えグレンダイザー」（第48話）
作詞 - 上原正三 / 作曲・編曲 - 菊池俊輔 / 歌 - ささきいさお

## 各話リスト
| 話数   | 放送日         | サブタイトル                | 脚本       | （絵コンテ） 演出         | 作画監督          | 美術       | 登場円盤獣・ベガ獣ほか                               |
| ------ | -------------- | --------------------------- | ---------- | ------------------------- | ----------------- | ---------- | ---------------------------------------------------- |
| 第1話  | 1975年 10月5日 | 兜甲児とデュークフリード    | 上原正三   | 勝間田具治                | 小松原一男        | 辻忠直     | 円盤獣・ギルギル                                     |
| 第2話  | 10月12日       | ああ! わが大地みどりなりき  | 上原正三   | 小湊洋市                  | 森下圭介          | 伊藤岩光   | 円盤獣・ガメガメ                                     |
| 第3話  | 10月19日       | 危機せまる白樺牧場          | 藤川桂介   | 山吉康夫                  | 森利夫            | 秦秀信     | 円盤獣・バルバル                                     |
| 第4話  | 10月26日       | 若き血潮は紅に燃ゆ          | 上原正三   | 大谷恒清                  | 小泉謙三          | 辻忠直     | 円盤獣・ゴルゴル                                     |
| 第5話  | 11月2日        | 炎の愛を夕陽に染めて        | 藤川桂介   | 勝間田具治                | 荒木伸吾          | 伊藤岩光   | 円盤獣・ドムドム                                     |
| 第6話  | 11月9日        | 大空を斬る闘魂!!            | 藤川桂介   | 山口秀憲                  | 森利夫            | 辻忠直     | 円盤獣・ダムダム                                     |
| 第7話  | 11月16日       | たとえ我が命つきるとも      | 上原正三   | 小湊洋市                  | 小松原一男        | 伊藤岩光   | 円盤獣・ギンギン 円盤獣・フイフイ                    |
| 第8話  | 11月23日       | 地球の緑はあたたかい        | 藤川桂介   | 茂野一清                  | 小泉謙三          | 遠藤重義   | 円盤獣・ダルダル                                     |
| 第9話  | 11月30日       | 許されざる怒りを越えて      | 藤川桂介   | 大谷恒清                  | 森下圭介          | 秦秀信     | 円盤獣・ジルジル                                     |
| 第10話 | 12月7日        | あこがれは星の彼方に        | 上原正三   | 山吉康夫                  | 森利夫            | 伊藤岩光   | 円盤獣・グリグリ                                     |
| 第11話 | 12月14日       | 黒い太陽の中の悪魔          | 藤川桂介   | 勝間田具治                | 小松原一男        | 辻忠直     | 円盤獣・バリバリ                                     |
| 第12話 | 12月21日       | 虹の橋を渡る少女            | 上原正三   | 山口秀憲                  | 若林哲弘          | 伊藤岩光   | 円盤獣・ガニガニ                                     |
| 第13話 | 12月28日       | 狙われたグレンダイザー      | 上原正三   | 茂野一清                  | 小泉謙三          | 遠藤重義   | 円盤獣・ゲルゲル                                     |
| 第14話 | 1976年 1月4日  | ボスボロットがやって来た!!  | 藤川桂介   | 山吉康夫                  | 森利夫            | 伊藤岩光   | 円盤獣・ドリドリ                                     |
| 第15話 | 1月11日        | 遥かなる母への手紙          | 上原正三   | 笠井由勝                  | 森下圭介          | 土田勇     | 円盤獣・ガルガル                                     |
| 第16話 | 1月18日        | こころにひびく愛の鐘        | 安藤豊弘   | 川田武範                  | 青鉢芳信          | 遠藤重義   | 円盤獣・フルフル                                     |
| 第17話 | 1月25日        | 小さな生命(いのち)を救え!   | 藤川桂介   | 大谷恒清                  | 荒木伸吾          | 松本健治   | 円盤獣・ギバギバ                                     |
| 第18話 | 2月1日         | 発進!! 秘密ルート7          | 上原正三   | 勝間田具治                | 小松原一男        | 伊藤岩光   | 円盤獣・ガデガデ                                     |
| 第19話 | 2月8日         | 恐怖のエアロライト!         | 田村多津夫 | 茂野一清                  | 森利夫            | 遠藤重義   | 円盤獣・ゴズゴズ                                     |
| 第20話 | 2月15日        | 決死の雪山脱出作戦          | 上原正三   | 小湊洋市                  | 荒木伸吾          | 土田勇     | 円盤獣・ベドベド                                     |
| 第21話 | 2月22日        | 決戦! オーロラの輝き        | 安藤豊弘   | （小湊洋市） 田宮武       | 菊池城二          | 秦秀信     | 円盤獣・ゲドゲド                                     |
| 第22話 | 2月29日        | 花一輪の勇気                | 馬嶋満     | 落合正宗                  | 青鉢芳信          | 遠藤重義   | 円盤獣・ギロギロ                                     |
| 第23話 | 3月7日         | 激流に叫ぶひかる            | 上原正三   | 川田武範                  | 森利夫            | 辻忠直     | 円盤獣・ギスギス                                     |
| 第24話 | 3月14日        | 危うしデュークフリード!     | 田村多津夫 | 大谷恒清                  | 森下圭介          | 土田勇     | 円盤獣・ドグドグ                                     |
| 第25話 | 3月21日        | 大空に輝く愛の花            | 馬嶋満     | 勝間田具治                | 荒木伸吾          | 辻忠直     | 円盤獣・ダリダリ ナイーダの円盤獣                    |
| 第26話 | 3月28日        | スカルムーン総出撃!         | 上原正三   | 山口秀憲                  | 森利夫            | 遠藤重義   | 円盤獣・ウルウル 円盤獣・ギドギド 円盤獣・ハドハド   |
| 第27話 | 4月4日         | 猛反撃! グレンダイザー      | 上原正三   | 山吉康夫                  | 堀川留子          | 土田勇     | 円盤獣・ウルウル 円盤獣・ハドハド                    |
| 第28話 | 4月11日        | 闇夜に響く 悪魔のベル       | 田村多津夫 | 落合正宗                  | 青鉢芳信          | 辻忠直     | 円盤獣・ベルベル                                     |
| 第29話 | 4月18日        | さらば宇宙の友よ!           | 馬嶋満     | 設楽博                    | 荒木伸吾          | 土田勇     | 円盤獣・デラデラ                                     |
| 第30話 | 4月25日        | 赤い傷跡のバラード          | 田村多津夫 | 川田武範                  | 森利夫            | 伊藤岩光   | 円盤獣・ゴダゴダ                                     |
| 第31話 | 5月2日         | 空に花咲け! ボスの友情      | 藤川桂介   | （勝間田具治） 宮崎一哉   | 菊池城二          | 秦秀信     | 円盤獣・ライライ                                     |
| 第32話 | 5月9日         | 母に向かって撃て!           | 馬嶋満     | 大谷恒清                  | 小松原一男        | 土田勇     | 円盤獣・ザウザウ                                     |
| 第33話 | 5月16日        | 必殺!! ミュータントの最後   | 田村多津夫 | 川田武範                  | 森利夫            | 伊藤岩光   | 円盤獣・ザリザリ                                     |
| 第34話 | 5月23日        | 狼の涙は流れ星              | 上原正三   | 宮崎一哉                  | 菊池城二          | 秦秀信     | 円盤獣・ゴメゴメ 円盤獣・ゴンゴン                    |
| 第35話 | 5月30日        | 飛べ! ダブルスペイザー      | 馬嶋満     | 設楽博                    | 荒木伸吾          | 伊藤岩光   | 円盤獣・ブンブン                                     |
| 第36話 | 6月6日         | 燃える大空の誓い!           | 田村多津夫 | 小湊洋市                  | 堀川留子          | 土田勇     | 円盤獣・ジラジラ                                     |
| 第37話 | 6月13日        | 翼に命をかけろ!             | 馬嶋満     | 松浦錠平                  | 小松原一男        | 伊藤岩光   | 円盤獣・ガンガン                                     |
| 第38話 | 6月20日        | ひかる涙のドッキング!       | 田村多津夫 | （石黒昇） 宮崎一哉       | 菊池城二          | 秦秀信     | 円盤獣・ドイドイ                                     |
| 第39話 | 6月27日        | 奇襲! ベガ星突撃隊          | 馬嶋満     | 川田武範                  | 森利夫            | 土田勇     | 円盤獣・ウラウラ                                     |
| 第40話 | 7月4日         | 激突! 炎の海原              | 田村多津夫 | 葛西治                    | 荒木伸吾          | 海老沢一男 | 円盤獣・ブイブイ                                     |
| 第41話 | 7月11日        | マリンスペイザー 出動せよ!  | 田村多津夫 | 大谷恒清                  | 青鉢芳信          | 伊藤岩光   | 円盤獣・ガモガモ                                     |
| 第42話 | 7月18日        | 危機! 研究所よ立ち上がれ    | 馬嶋満     | 松浦錠平                  | 森利夫            | 土田勇     | 円盤獣・ガウガウ                                     |
| 第43話 | 7月25日        | 隕石落下! 謎の孤島          | 馬嶋満     | （蕪木登喜司） 宮崎一哉   | 菊池城二          | 秦秀信     | 円盤獣・グメグメ                                     |
| 第44話 | 8月1日         | 祭りの夜 円盤獣が来る!      | 田村多津夫 | 設楽博                    | 荒木伸吾          | 伊藤岩光   | 円盤獣・ドズドズ                                     |
| 第45話 | 8月8日         | 燃えろ! ドリルスペイザー    | 馬嶋満     | 葛西治                    | 森利夫            | 土田勇     | 円盤獣・ゴドゴド ベガ星蟻                            |
| 第46話 | 8月15日        | 空からサメが降って来た!!    | 馬嶋満     | 松浦錠平                  | 青鉢芳信          | 伊藤岩光   | 円盤獣・ガリガリ                                     |
| 第47話 | 8月22日        | 湖が地獄の火を吐いた!       | 田村多津夫 | 蕪木登喜司                | 菊池城二          | 秦秀信     | 円盤獣・ガドガド                                     |
| 第48話 | 8月29日        | 地の底に悪魔がいた!         | 馬嶋満     | 川田武範                  | 森利夫            | 土田勇     | 円盤獣・ダクダク                                     |
| 第49話 | 9月5日         | 赤い夕陽に兄を見た!         | 田村多津夫 | （勝間田具治） 蕪木登喜司 | 菊池城二 堀川留子 | 内川文広   | 円盤獣・デキデキ                                     |
| 第50話 | 9月12日        | 暗殺!! 兜甲児を消せ         | 田村多津夫 | 大谷恒清                  | 荒木伸吾          | 秦秀信     | 円盤獣・フビフビ                                     |
| 第51話 | 9月19日        | 大接近!! 悪魔の星           | 馬嶋満     | 設楽博                    | 森利夫            | 伊藤岩光   | 円盤獣・ガレガレ                                     |
| 第52話 | 9月26日        | ベガ大王軍団 大移動!        | 上原正三   | 小湊洋市                  | 青鉢芳信          | 土田勇     | 円盤獣・グルグル 円盤獣・ドモドモ ベガ獣・キングゴリ |
| 第53話 | 10月3日        | 死闘! キングゴリを倒せ      | 上原正三   | 川田武範                  | 森利夫            | 秦秀信     | ベガ獣・キングゴリ                                   |
| 第54話 | 10月10日       | 謎の恐怖! 日本海溝          | 馬嶋満     | （石黒昇） 蕪木登喜司     | 菊地城二          | 内川文広   | ベガ獣・バニバニ                                     |
| 第55話 | 10月17日       | 襲撃! 恐怖の怪気球          | 馬嶋満     | 森下孝三                  | 森利夫            | 伊藤岩光   | ベガ獣・グレグレ                                     |
| 第56話 | 10月24日       | 危機を呼ぶ偽博士!           | 上原正三   | 明比正行                  | 荒木伸吾          | 土田勇     | ベガ獣・ダイダイ ベガ獣・ザミザミ                    |
| 第57話 | 10月31日       | 吼えろ! ぼくの怪獣          | 上原正三   | 福島和美                  | 青鉢芳信          | 秦秀信     | ベガ獣・ブドブド                                     |
| 第58話 | 11月7日        | 悪魔にされたグレンダイザー! | 田村多津夫 | 川田武範                  | 森利夫            | 伊藤岩光   | ベガ獣・ベニベニ （偽グレンダイザー）                |
| 第59話 | 11月14日       | ああ! 少年コマンド隊        | 馬嶋満     | （明比正行） 蕪木登喜司   | 菊池城二          | 内川文広   | ベガ獣・ダキダキ                                     |
| 第60話 | 11月21日       | 午後七時 東京タワー爆発!    | 田村多津夫 | 蕪木登喜司                | 菊池城二          | 内川文広   | ベガ獣・ズネズネ                                     |
| 第61話 | 11月28日       | 特攻スパイ大作戦!           | 上原正三   | 大谷恒清                  | 森利夫            | 土田勇     | ベガ獣・グワグワ                                     |
| 第62話 | 12月5日        | 戦慄! 白鳥が来た日          | 馬嶋満     | （生瀬昭憲） 蕪木登喜司   | 菊池城二          | 内川文広   | ベガ獣・ゴエゴエ                                     |
| 第63話 | 12月12日       | 雪に消えた少女 キリカ       | 馬嶋満     | 勝間田具治                | 荒木伸吾          | 伊藤岩光   | ベガ獣・ズメズメ                                     |
| 第64話 | 12月19日       | 東京全滅五分前!             | 馬嶋満     | 小湊洋市                  | 森利夫            | 土田勇     | ベガ獣・グドグド                                     |
| 第65話 | 12月26日       | 兜甲児一本勝負!             | 田村多津夫 | （明比正行） 蕪木登喜司   | 菊池城二          | 下川忠海   | ベガ獣・ザスザス                                     |
| 第66話 | 1977年 1月2日  | 死の海底400M(メートル)!     | 上原正三   | 蕪木登喜司                | 菊池城二          | 下川忠海   | ベガ獣・ワグワグ                                     |
| 第67話 | 1月9日         | 決死の海底基地爆破          | 上原正三   | 川田武範                  | 森利夫            | 伊藤岩光   | ベガ獣・イブイブ ベガ獣・ラグラグ                    |
| 第68話 | 1月16日        | 吹雪の中のマリア            | 田村多津夫 | 森下孝三                  | 荒木伸吾          | 土田勇     | ベガ獣・ブエブエ                                     |
| 第69話 | 1月23日        | 父に捧げる 愛のオーロラ     | 馬嶋満     | 大谷恒清                  | 森利夫            | 伊藤岩光   | ベガ獣・ガイガイ                                     |
| 第70話 | 1月30日        | 涙は胸の奥深く              | 馬嶋満     | 明比正行                  | 菊池城二          | 下川忠海   | ベガ獣・ガビガビ                                     |
| 第71話 | 2月6日         | 悲劇の親衛隊長モルス        | 田村多津夫 | 小湊洋市                  | 青鉢芳信          | 土田勇     | ベガ獣・ジガジガ                                     |
| 第72話 | 2月13日        | はるかなる故里の星          | 馬嶋満     | 勝間田具治                | 荒木伸吾          | 内川文広   | （クイーンパンサー）                                 |
| 第73話 | 2月20日        | この美しい地球のために      | 田村多津夫 | 明比正行                  | 白土武            | 明石貞一   | ベガ獣・グラグラ                                     |
| 第74話 | 2月27日        | 永遠(とわ)に輝け! 二つの星  | 田村多津夫 | 川田武範                  | 森利夫            | 千葉秀雄   | ベガ獣・グラグラ                                     |

## 劇場版
『東映まんがまつり』枠として上映。
- UFOロボ グレンダイザー（1975年12月20日公開）
第7話「たとえ我が命つきるとも」のブロウアップ再編集版。
- UFOロボ グレンダイザー対グレートマジンガー（1976年3月20日公開）
- グレンダイザー ゲッターロボG グレートマジンガー 決戦! 大海獣（1976年7月18日公開）
- UFOロボ グレンダイザー 赤い夕陽の対決（1976年12月19日公開）
第49話「赤い夕陽に兄を見た!」のブロウアップ再編集版。

なおブロウアップ2作品は、いずれも一部地域のみの公開。

## コミカライズ
- 『テレビマガジン』講談社
1975年10月号 - 1976年5月号 永井豪とダイナミックプロ
1976年6月号 - 1977年3月号 原作/永井豪 まんが/岡崎優
第1回は『グレート・マジンガー』最終回のラストページから、そのまま連続して『UFOロボ グレンダイザー』連載第1回に繋がるという構成で掲載された[注 103]。
“永井豪とダイナミックプロ”名義の連載は第8回までで、第9回以降は岡崎優にバトンタッチされ最終話（物語の完結）まで執筆している[注 104]。
永井豪執筆分の一部（第6-8回）と、岡崎優による執筆分は長らく単行本化の機会に恵まれなかったが、2012年にリリースされた『UFOロボ グレンダイザー 完全版』[244]にて全話が初収録された。

- 『増刊テレビマガジン』講談社
1976年1月、4月、8月、1977年1月号
  - 1976年1月号増刊 人気ヒーロージャンボ号

『グレンダイザー対ダブル=マジンガー』（原作/永井豪 構成/ダイナミックプロ まんが/石川賢）掲載[85][注 36]。元となる映像作品の存在しない、石川賢による読み切りのオリジナル漫画である。漫画の内容に合わせて、ダブル=マジンガーとグレンダイザーの戦力比較や、対宇宙獣ザルダン戦のカラーページ特集も掲載されている。
  - 1976年4月号増刊 8大ヒーロージャンボ号

『まんが巨編　グレンダイザー対グレート・マジンガー』（原作・永井豪　まんが・石川賢）掲載[60][注 25]。同時期に公開された映画『UFOロボ グレンダイザー対グレートマジンガー』のコミカライズにあたるが、奪われたグレート・マジンガーが敵になるというコンセプトと、一部キャラクターやメカが共通するだけで換骨奪胎された、ほとんど石川賢のオリジナルと言ってもいい内容の読み切り漫画である。
  - 1976年8月号増刊 夏休み新ヒーローせいぞろいジャンボ号

『グレンダイザー★ゲッターロボＧ★グレート・マジンガー 決戦!大海獣』（原作/永井豪とダイナミック企画　まんが/桜多吾作）掲載[246][注 105]。同時期に公開された映画『グレンダイザー ゲッターロボＧ グレートマジンガー 決戦!大海獣』のコミカライズにあたる。内容は映画にほぼ忠実ではあるが、『UFOロボ グレンダイザー』 のキャラクター（デュークや宇門源蔵）が、秋田書店『冒険王』に連載していた桜多版漫画のオリジナルデザインで描かれており、その点に関しての『テレビマガジン』読者に対する説明は特にされていない。また、桜多版では戦死している剣鉄也やゲッターチームが存命の設定で描かれている。
  - 1977年1月号増刊 10大ヒーロー大行進まんが号

『UFOロボ グレンダイザー』（原作/永井豪 まんが/岡崎優）読み切り漫画掲載[248]。長らく単行本化の機会に恵まれなかったが、2012年にリリースされた『UFOロボ グレンダイザー 完全版』[244]の巻末に初収録された。

- 『冒険王』秋田書店
1975年10月号 - 1977年3月号 原作/永井豪 まんが/桜多吾作
連載第1回は『グレートマジンガー』の最終話と『グレンダイザー』第1話の同時掲載。ただし両者は掲載ページこそ連続しているものの、『テレビマガジン』誌のような作品としての橋渡し表現は無く、コマの繋がりのない独立した2本立てとなっている。
前作『グレートマジンガー』より増してさらに桜多のオリジナル色が強く、デュークや宇門源蔵は容姿すらアニメ版や永井豪版とはまったく異なる別デザインとなっている。内容も弓さやかのレギュラー入りを始め、ミケーネ闇の帝王がデュークたちに対ベガ星連合軍の共闘を持ちかけてきたり、ベガ大王の策略によって地球が全面核戦争に突入したり、果ては守護神ラーガの登場や太古のシグマ文明とグレンダイザーの関係が解き明かされたりなど、最終的にはアニメ版とは同名タイトル作品とは思えぬほどのまったく異なる展開と、衝撃の結末が描かれている（詳しくは「桜多版マジンガーシリーズの項」を参照のこと）。
連載当時、単行本は秋田書店からサンデーコミックスが3巻までリリースされていた[249][250][251]が、最終話までの4回分を収録しないまま（「ラーガ」が登場する前に）刊行が止まってしまい、単行本としては未完となった。長らく全話を収録した単行本がリリースされない状態が続いていたが、1988年に朝日ソノラマのサンワイドコミックス(全2巻)[252][253]から、1999年に双葉社アクションコミックス(全3巻)[254][255][256]から、最終話までを収録した単行本が刊行された。

- 『テレビランド』徳間書店
1975年10月号 - 1977年3月号 原作・永井豪 まんが・今道英治
『冒険王』誌と同じく、連載第1回は『グレートマジンガー』の最終話と『グレンダイザー』第1話の同時掲載。ただし両者は掲載ページこそ連続しているものの、『テレビマガジン』誌のような作品としての橋渡し表現は無く、コマの繋がりのない独立した2本立てとなっている。
単行本は徳間書店テレビランドコミックスから1巻のみ刊行されたが、セレクションであるうえに連載最終話までを収録しておらず、単行本としては未完である[257]。
なお1977年3月号に掲載の最終話では、剣鉄也の操るグレートマジンガーが登場し、スカルムーンで窮地に陥ったグレンダイザーを助勢して、ベガ星連合軍をともに討ち滅ぼして完結している[注 106]（その際にはビューナスAにこそ乗らないが、炎ジュンも宇宙科学研究所に駆け付けている）。ただし本星のベガ大王を倒してはおらず、『グレートマジンガー』におけるミケーネ帝国と同様に、戦力の大半を失ったことで敗北したと見なされている。

- 『別冊テレビランド』徳間書店
6号（1975年12月号）、7号（1976年2月号）、8号（1976年4月号） 原作・永井豪 まんが・今道英治
今道英治による本誌連載の出張版。別冊6掲載エピソードではグレンダイザーの絶体絶命の危機に際し、兜甲児が操縦するマジンガーZと、宇門源蔵が強引に乗せられたグレートマジンガー、さらに炎ジュンが操るビューナスAが登場してともに戦っている[注 107]。また別冊8掲載エピソードでは剣鉄也のグレートマジンガーと、ゲッターチームが操るゲッターロボGが、窮地のグレンダイザーの援護に駆け付けている。
ほかに別冊10（1976年8月号）には三森あきら執筆による『グレートマジンガー ゲッターロボG グレンダイザー 大決戦!!大海獣[注 108]』が掲載された。なお別冊9は表紙で漫画掲載を謳っているものの、特集記事のみで実際には掲載なし。

- 『たのしい幼稚園』講談社
1975年10月号 - 1977年3月号 原作/永井豪 構成/ダイナミック企画 まんが/秋本シゲル

- 『おともだち』講談社
1975年10月号 - 1977年3月号 桜多吾作

- 『ディズニーランド』講談社
1975年11月号 - 1976年7月号 原作・永井豪　絵・さかえはじめ
1976年8月号 - 12月号 原作・永井豪　絵・馬場秀夫

単行本
- 講談社KCコミックス『UFOロボ グレンダイザー』全2巻 永井豪とダイナミックプロ・著[86][61]
第1巻は基本的に永井豪のテレビマガジン連載分（第1-5回）をまとめたものであるが、その巻末にはテレビマガジン1月号増刊に掲載された石川賢による『グレンダイザー対ダブル=マジンガー』[85]も収録されている[注 36]。またプロローグとして、連載時には無かったグレンダイザーと追撃する円盤獣との戦闘シーンが冒頭に描き下ろされている[258]（この差分は完全版でも確認できる[259]）。印刷は全編青インク[注 109]のうえ、この描き足し部分を含む冒頭（5-18頁）は朱色との二色刷りという当時の単行本では珍しい仕様であった。
第2巻は著者名が「ダイナミックプロ」とだけになっており、テレビマガジン連載分はもとより、永井豪執筆作品はまったく収録されていない。収録作品はテレビマガジン増刊号に掲載された、石川賢による『まんが巨編　グレンダイザー対グレート・マジンガー』[60][注 25]と、桜多吾作の『グレンダイザー★ゲッターロボＧ★グレート・マジンガー 決戦!大海獣』[246][注 105]の2本のみ。誌面は第1巻と同じく、全編青インクによる印刷であった（二色刷りは無し）。
刊行は2巻までにとどまり、テレビマガジンに連載された漫画は第6回以降（「永井豪とダイナミックプロ」名義の3回分と、連載を引き継いだ岡崎優による最終回までの7回分）が単行本化されることは無かった。
その後、各出版社から発行される単行本のほとんどにおいて、桜多吾作による『グレンダイザー★ゲッターロボＧ★グレート・マジンガー 決戦!大海獣』の有無という違いはあるものの、このKCコミックスの構成が踏襲されている（そのためいずれの単行本においても物語が完結しておらず、未完となっている）。
こうした特殊な収録のされ方をしたうえに、当時の永井豪と石川賢の絵柄がかなり似ていたこともあって、『グレンダイザー対ダブル=マジンガー[注 36]』と『まんが巨編　グレンダイザー対グレート・マジンガー[注 25]』の2本を、テレビマガジン本誌に連載された作品ではない（番外編である）ことを知らず、かつ永井豪による執筆であると混同する人が後を絶たない[注 110]。

- パンローリング社刊『UFOロボ グレンダイザー 完全版』 永井豪/岡崎優・著[244]
永井豪の執筆による『UFOロボ グレンダイザー』のテレビマガジン連載分を（連載を途中で引き継いだ岡崎優の分も含め）一冊にまとめた単行本。岡崎優による連載分は初めての単行本収録となり、併せて（単行本の形では）長らく未完状態にあったテレビマガジン連載版『UFOロボ グレンダイザー』の最終話までがようやく陽の目を見た商品となる。
第1回が『グレート・マジンガー』最終回と連続しているという、当時のテレビマガジン（1975年10月号）本誌での掲載状態を完全に再現するために、『グレート・マジンガー』最終回の全ページが（漫画中に挿入されていた小松崎茂によるイラスト4ページもカットすることなく）フルカラーで冒頭に復刻収録されている[注 111]。
ほかにテレビマガジン1月号増刊に掲載された岡崎優による番外編[248]も収録しているが、それ以外の増刊号に掲載された、石川賢による『グレンダイザー対ダブル=マジンガー』[85][注 36]『まんが巨編　グレンダイザー対グレート・マジンガー』[60][注 25]や、桜多吾作が執筆した『グレンダイザー★ゲッターロボＧ★グレート・マジンガー 決戦!大海獣』[246][注 105]は収録されていない。
巻末には、講談社KCコミックス第1巻で描き足されたプロローグ部分が特別収録されている[259]（ただし青インクと朱インクによる二色刷りという当時の仕様までは再現されていない）。その一方、同じく講談社KCコミックス第1巻で随所に描き足された戦闘シーンなどのページは本編に組み込まれたままとなっており、明らかに筆致が永井豪とは異なるものの分離や削除をされていない。この点についてはKCコミックスでの加筆された状態を完成品と見なすため、という方針が解説で述べられており[260]、テレビマガジン連載時を再現するというコンセプトの商品ではない。

- 徳間書店ハイパーホビーTCトクマコミックス『UFOロボ グレンダイザー』全1巻、永井豪とダイナミックプロ・著[261]
『UFOロボ グレンダイザー』のテレビマガジン連載分のうち、「永井豪とダイナミックプロ」名義の分（第1-8回）のみを一冊にまとめた単行本。岡崎優による連載分は収録されていないため、物語としては未完となっている。
巻末には“永井豪とダイナミックプロ”による『ゲッターロボ』漫画「恐竜帝国から来た少女」[注 112]が特別収録されている。

- 秋田書店サンデーコミックス『UFOロボ グレンダイザー』全3巻 永井豪・原作/桜多吾作・絵[249][250][251]
月刊「冒険王」に連載された桜多吾作によるコミカライズをまとめたもの。
上述のとおり、作品発表当時に3巻まで発行されたが4巻目は発売されず、連載分すべてを収録していないため未完となっている。

- 朝日ソノラマ、サンワイドコミックス『UFOロボ グレンダイザー』全2巻 永井豪・原作/桜多吾作・絵[252][253]
長らく結末が読めない状態の続いていた桜多吾作版を初めて完結まで収録した単行本。しかしとりわけ未収録だったパートの原稿のほとんどがすでに紛失していたため、該当部分は当時の雑誌から復元（一部トレス）しての収録となっている[注 113]。表紙は桜多吾作による新規描きおろし。

- 双葉社ACTION COMICS『UFOロボ グレンダイザー』全3巻 永井豪・原作/桜多吾作・作画[254][255][256]
朝日ソノラマのサンワイドコミックス版の内容を全3巻に再編集して発行した単行本。表紙カバーイラストは桜多吾作ではなく、中村淳一によるカラー描きおろしであるが、本編の内容は同一である。

- 徳間書店テレビランドコミックス『UFOロボグレンダイザーけっさく選①』原作・永井豪/まんが・今道英治[257]
テレビランド及び別冊テレビランドに連載された今道英治によるコミカライズから、セレクトされた一冊。「けっさく選①」と銘打っているものの前述のとおり発行は1巻にとどまり、2巻以降は発売されていない。そのため連載最終話までを収録しておらず、単行本としては未完である。

### グレンダイザー ギガ
永井自身によるリメイクコミカライズ『グレンダイザー ギガ』が『チャンピオンRED』2014年11月号から2015年9月号まで連載された。単行本全2巻。
2015年4月にはダイナミックプロ製作のアニメーションPVが同社公式サイトおよびYouTubeにて公開されている。主人公のリューク・フリード役とナレーションは細谷佳正が担当。
永井は、当初から全2巻の予定であったが、間を置いて再開したいと述べている。
牧場ひかるがキューティーハニーに変身するという展開は、ひかるのキャラクターが立たず、団兵衛など『キューティーハニー』との共通キャラクターがいたことから発想したという。

## 映像ソフト化
- 2004年2月21日に1巻、同年5月21日にDVD-BOXがそれぞれ発売
- 2006年5月21日から同年10月21日に単品のDVDが発売。全6巻で12話（3と6は13話）収録。

## 日本国内での放送
- フジテレビ（制作局）：日曜 19:00 - 19:30
- 北海道文化放送：日曜 19:00 - 19:30[265]
- テレビ岩手：月曜 18:00 - 18:30[266]
- 秋田テレビ：日曜 19:00 - 19:30[267]
- 山形テレビ：日曜 19:00 - 19:30[268]
- 仙台放送：日曜 19:00 - 19:30[269]
- 福島テレビ：土曜 19:00 - 19:30[270]
- 山梨放送：火曜 17:25 - 17:55[271]
- 新潟放送：木曜 17:30 - 18:00（1977年3月まで）[272][273] → 木曜 17:00 - 17:30（1977年4月 - 6月）[274]
- 富山テレビ：日曜 19:00 - 19:30[272]
- 石川テレビ：日曜 19:00 - 19:30[272]
- 福井テレビ：日曜 19:00 - 19:30[272]
- 長野放送：日曜 19:00 - 19:30[275]
- テレビ静岡：日曜 19:00 - 19:30[276]
- 東海テレビ：日曜 19:00 - 19:30
- 関西テレビ：日曜 19:00 - 19:30
- 山陰中央テレビ：日曜 19:00 - 19:30
- 岡山放送：日曜19:00-19:30
- 山口放送：土曜 18:00 - 18:30
- テレビ新広島：日曜 19:00 - 19:30
- 愛媛放送：日曜 19:00 - 19:30
- テレビ西日本：日曜 19:00 - 19:30
- サガテレビ：日曜 19:00 - 19:30
- テレビ熊本：木曜 17:30 - 18:00[277]
- 沖縄テレビ：日曜 19:00 - 19:30

## 日本以外での放送・特徴的な出来事
本作は世界各国で放送されており、特にヨーロッパと中東での人気は「日本人の想像をはるかに超えている」と指摘されている。

### フランス
1978年7月3日から1979年1月18日まで『Goldorak（ゴルドラック）』と改題されて、公共放送「アンテンヌ2（Antenne 2）」で放送された。視聴率は平均75%、最高100%であった。ただしこれは時間帯による占有率であり、世代別の集計（子供のみ）であること、テレビ局がAntenne 2以外に、TF 1とFR 3しかなかったこと等の条件が重なった結果であった。Antenne 2での放送終了後は同局や、TF 1やLa 5（廃業）などの他のテレビ局でも再放送がされた。放映当初は1978年の夏休みだけの予定であったが、非常に人気を得たことから放映が続けられ、その後1980-1990年代に多種多様な日本アニメが長時間放映されるきっかけとなった。
大衆誌である『パリ・マッチ』誌の1979年1月19日号にて、『ゴルドラック』の視聴率が100%を記録しキャラクターグッズが大ヒットしたことが取り上げられ、同号の表紙も『ゴルドラック』が飾った。
テレビ放送前に劇場公開された総集編の主題歌『Goldorak le grand（ゴルドラック・偉大なる者）』（当時13歳の歌手、ノアムによるシャンソン風の歌）はフランス国内で異例の135万枚（再発版を含めれば380万枚）の大ヒットとなった。またフランスにおける本作の人気の過熱の結果、日本では発売されなかった敵役の人形なども発売された。
フランス語では、デュークフリードは「アクタリュス、ユーフォー星の王子」、兜甲児は「アルコア」、ユーフォーは作中の固有名詞でアクタリュス（デューク）の故郷の星の名前とされる。なおフランス語の一般名詞でUFOはOVNI（オヴニ）と呼び、兜甲児の乗るTFOは作中の固有名詞は「オヴテール OVTerre」と呼ばれる。（Terreはフランス語で地球）
2013年4月には、フランス・カンヌで開かれた国際番組見本市MIPTVの主催者により、世界のテレビを変えた50作品の1つとして日本作品から『鉄腕アトム』『加トちゃんケンちゃんごきげんテレビ』『ドラゴンボールGT』と並び、1980年を代表する作品として選ばれた。
2021年9月に、パリの日本文化会館で回顧展「GOLDORAK XPERIENZ」が開催された。
2021年10月15日にはフランス郵政公社より郵便切手が発行されている。

### アラブ諸国
アラブ諸国（中東圏）ではイラクを筆頭にシリア、ヨルダン、エジプト、クウェートなどで放送し、大人気だった。アラビア語のタイトルは「Mughamiratal-Fada:Grendizer（宇宙の冒険・グレンダイザー）」で、 登場人物の名はダイスケ、コウジ、ダンペイなど日本名のまま使われた。中東圏では『アストロガンガー』など日本のロボットアニメが先立って放映されていた国もあり、本作を受け入れやすい素地はあった。
2022年12月にはサウジアラビア・リヤドで前月から開催されていた（翌2023年1月まで）大規模なエンターティメントイベント「リヤド・シーズン2022」内に設けられた「ブールバードワールド」の一つであるブース「ジャパンアニメタウン」にて、ほぼ設定どおりの全高（33.7m）で造られたグレンダイザー金属製立像が公開された。これは世界最大の架空のキャラクターの金属製彫刻としてギネス世界記録に認定された。

#### イラク
1982年から夕方6時に放送され、放送時間になるとイラク中の路地から子供たちの姿が消えたというほどの人気を博した。80年代以降国営放送で繰り返し放送された。宗派や民族をめぐって争いの絶えないイラクで、国民が唯一ともに共感し一致できる話題は、「サッカーかグレンダイザーしかない」という冗談まであるという。
近年も2012年にイラクの首都バグダードで開催された国際見本市において日本が独自のパビリオンを出展した際、集客のためにグレンダイザーのビッグエアフィギュア（空気人形）を展示、往時に子供時代を過ごした年代層を中心に高い人気を博した。

### イタリア

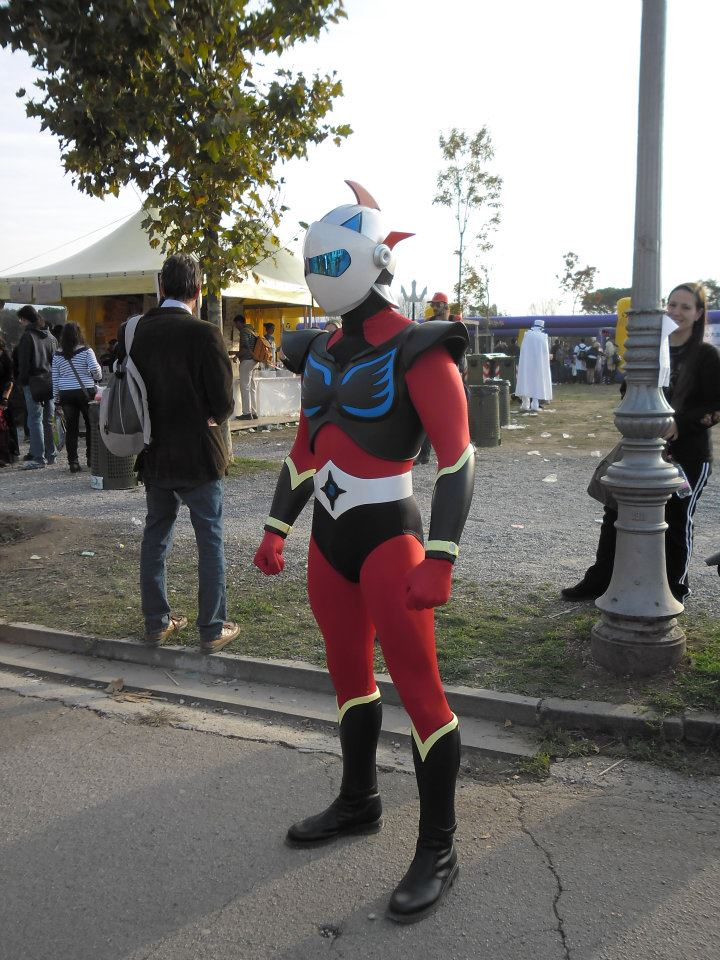
主人公のコスプレ。2011年ルッカコミックス&ゲームズ

1978年4月から1980年1月まで全71話が『Atlas Ufo Robot（アトラスUFOロボット）』と改題されてイタリア国営放送第二テレビ局(Rai Rete 2 / ライ・レーテ・ドゥーエ）で放送された。第15話、第59話、第71話は放送されなかった。放送は3シーズンに分けられ、1978年4月4日から5月6日まで24話が、12月12日から1979年1月12日まで25話が、12月11日から1980年1月6日まで22話が放送された。最高視聴率は80%以上を記録した。放送終了後は同局などにおいて再放送された。
当時のイタリアでは日本の時代劇やアニメの放送があり、永井豪原作のアニメでは『グレンダイザ―』や『鋼鉄ジーグ』が人気を呼んだ。2021年時点で40歳から50歳の人々は「グレンダイザー世代」とも呼ばれる。

### アメリカ
1980年9月から半年間、グレンダイザーを含め日本製アニメ番組5作品を『フォースファイブ』として日替わりで放送した。全作品とも26話分のみの放送で、既に玩具のショーグンシリーズのブームは過ぎ去っていたため、あまり人気は出ず、放送もごく一部の地域でのみであった。

## ゲーム
本節ではテレビ（電子ディスプレイ）を用いる、いわゆる「テレビゲーム」について解説する。
マジンガーZ
1994年にバンプレストから発売。アーケード版シューティングゲーム。
必殺攻撃時に各ロボットのパイロットのボイスが存在する。本作に登場するデュークの声は富山敬が演じており、ゲーム作品では唯一のオリジナルキャストとなっている。
スーパーロボット大戦シリーズ
バンプレスト → バンダイナムコエンターテインメントから発売されているシミュレーションRPG。1991年発売の『第2次スーパーロボット大戦』から本作のキャラクター・メカニックが登場しており、以降もシリーズ作品に登場している。
主役級のキャラクターに声が入るようになった『第4次スーパーロボット大戦S』（1996年）では、プロデューサーの寺田貴信はデューク役の富山にオファーしていたものの収録ができず、リメイク作品である『スーパーロボット大戦F』では、「声優さん（富山）が亡くなられたから」として未登場となった。『スーパーロボット大戦コンプリートボックス』（1999年）では堀内賢雄が、『スーパーロボット大戦IMPACT』（2002年）以降の作品では山寺宏一がデューク役を務めている。その他にも一部のキャラクターもキャストが変更されており、マリアは吉田理保子が声優業を引退していたため吉田美保が、ルビーナも小原乃梨子ではなく鶴ひろみが演じている。
UFOロボ グレンダイザー たとえ我が命つきるとも（英語原題『UFO ROBOT GRENDIZER - THE FEAST OF THE WOLVES』）
2023年11月14日発売のアクションゲーム。対応機種はXbox Series X/S、Xbox One、Steam（PC）。2024年4月18日にはPlayStation 5、PlayStation 4、Nintendo Switch版が発売。
本作初の単独ゲームであり、フランスのゲームメーカー「Microids（ミクロイド）」が開発を担当している。Xbox版・Steam版ではボイスは海外音声のみ収録されており、日本語は字幕対応のみとなっている。PS5版・PS4版では日本語音声に対応している。デューク役は星野佑典が起用されており、その他のキャラクターも全てゲームオリジナルのキャスティングが行われている。